# Автомобільна промисловість у Південній Кореї

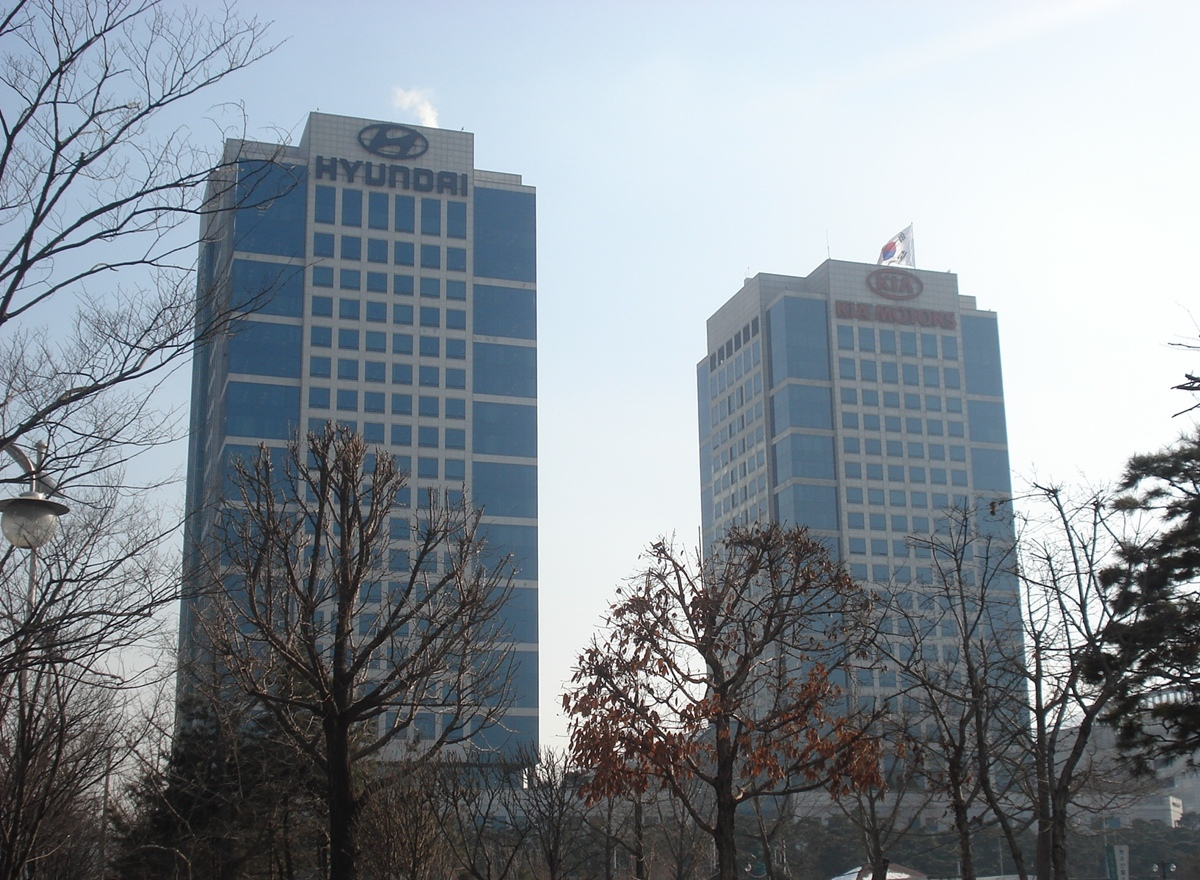
Штаб-квартира Hyundai Motor Group (Hyundai та KIA)

Автомобільна промисловість Південної Кореї — галузь промисловості і економіки Південної Кореї.
За величиною виробництва займає 6-те місце в світі і 4-те місце в Азії (після Китаю, Японії та Індії). Частка автомобільної промисловості Південної Кореї становить більш ніж 5% світового виробництва, а корейські автомобілі широко відомі в Азії і Європі.
Річний обсяг внутрішнього виробництва вперше перевищив один мільйон одиниць в 1988 році, а в останні роки країна виробляє до 4,5 мільйона автотранспортних засобів на рік, з яких 1,5-2 мільйони експортується. Автопром Південної Кореї становить 9,4% всього обсягу доданої вартості, 8,3% всього експорту і забезпечує зайнятість 7,4% всієї робочої сили країни. Південнокорейські автомобілебудівні компанії активно працюють в світі, мають багато заводів за межами країни, а також реалізують ліцензії для національних автовиробників ряду країн.
Початок виробництва було покладено на початку 1960-х років, коли був прийнятий перший п'ятирічний економічний план. У той час як перші операції були просто складанням з деталей, які імпортувалися іноземними компаніями, сьогодні Південна Корея є однією з найпередовіших країн з виробництва автомобілів в світі. З 1990-х років автомобільна промисловість Південної Кореї стала однією з найважливіших галузей економіки, показуючи високі темпи зростання і великі обсяги виробництва, і виробляє цілий ряд моделей, демонструючи не тільки свої можливості з точки зору дизайну, продуктивності і технології, а й показуючи значний розвиток в цілому.
В країні декілька основних підприємств, які виробляють автомобільну продукцію, а саме Hyundai Motor Group в яку входять Hyundai, Kia і Genesis Motors, а також GM Korea, KG Mobility (SsangYong Motor Company) та Renault Korea Motors (Renault Samsung Motors).

## Історія

### Ранні автомобілі
Перший автомобіль, що з'явився в Кореї в 1903 році був Rolls-Royce, який належав королю Коджону. Проте аж до 1945 року, коли відбулося звільнення від японської окупації, автомобіль в Південній Кореї так і залишався не просто розкішшю, але й чимось екзотичним: у країні налічувалося лише 7,200 легкових машин.

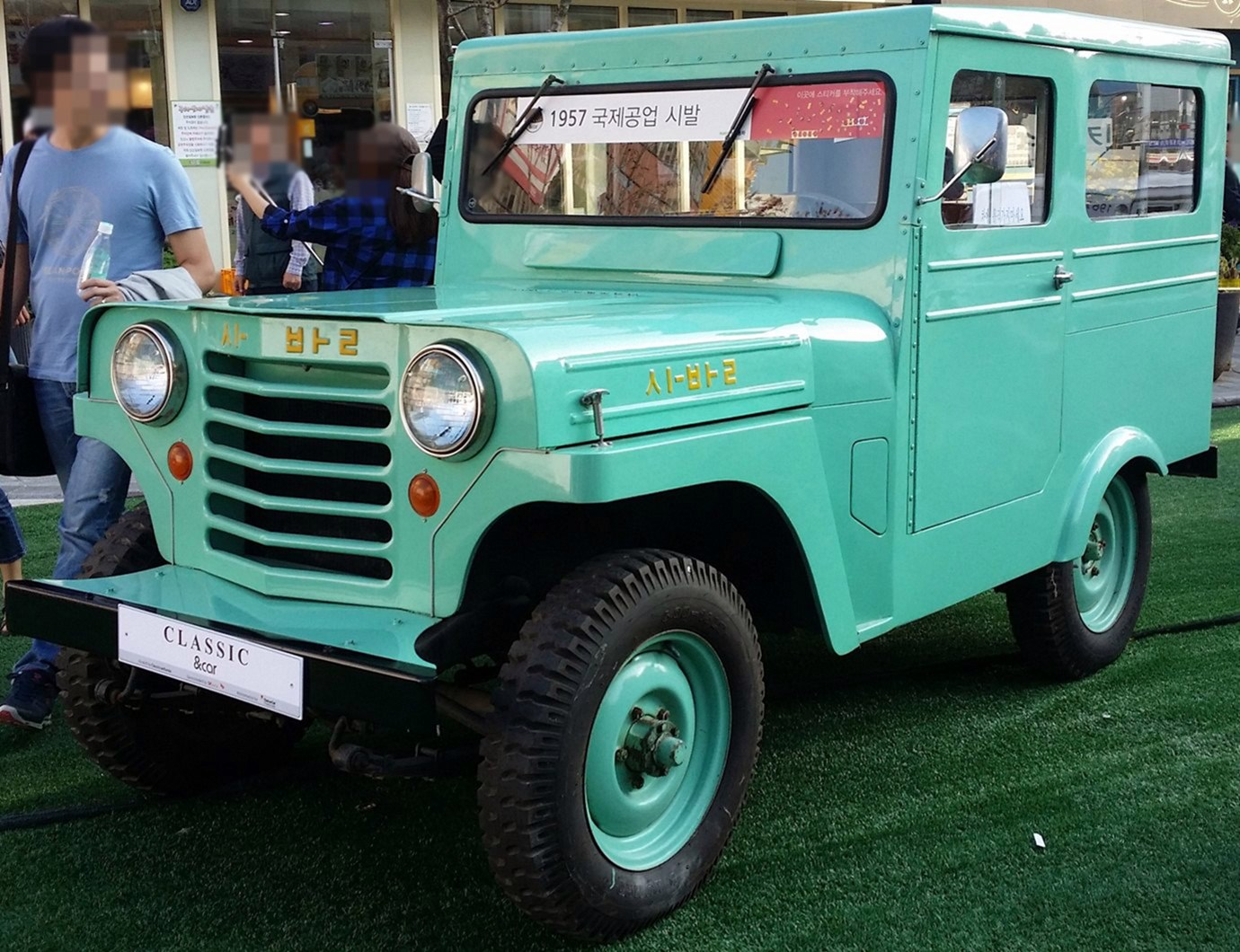
Gukje Shibal (1955–1963)

Перший корейський автомобіль, який тепер є одним з експонатів Музею незалежності, під назвою Sibal (Старт) був складений з деталей списаних американських машин в кустарній майстерні на околиці Сеула. У цій же майстерні були побудовані ще 3,000 автомобілів. Тут відбувався як кузовний ремонт цих авто, так і інші роботи. Пізніше відкрилися виробництва зі складання машин з деталей американських та італійських фірм, зокрема завозилися запчастини Chevrolet, з яких складалися готові автомобілі. Але їхня якість була низькою, а кількість не могла покрити запити республіки.
Розвиток автомобільної промисловості країни відбувався в чотири етапи:
- У період з 1962 по 1973 роки складалися автомобілі з імпортних комплектуючих;
- З 1974 року почалося становлення власної автомобільної промисловості;
- З 1983 року Південна Корея почала експорт машин і нарощувала масове виробництво;
- З 1998 року починається останній етап, який можна назвати етапом глобалізації.

### Перший етап (з 1962 по 1973 роки)

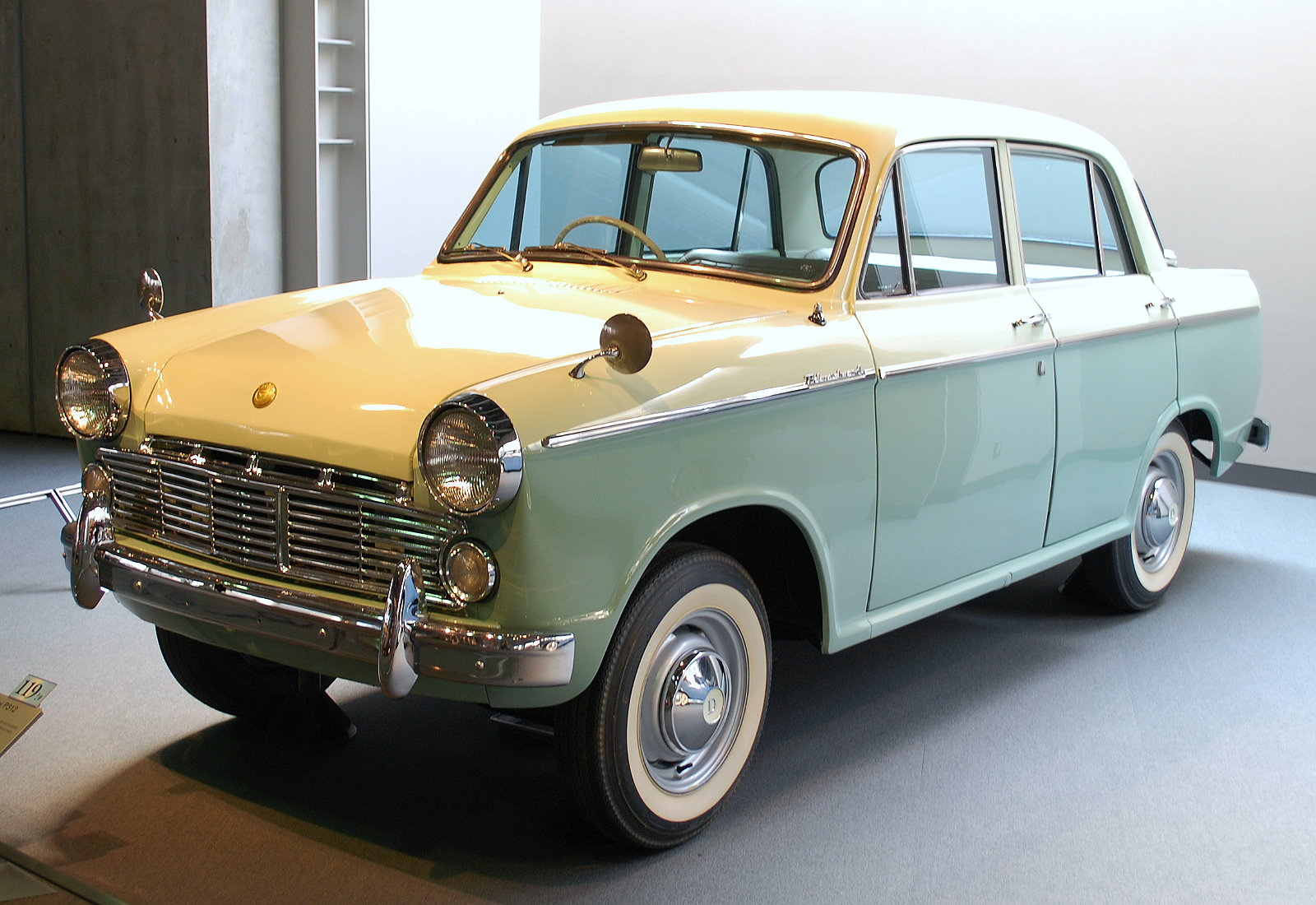
Shinjin Shinsungho (1963–1966)

У 1960 році компанія Shinjin Automobiles (Новий Початок) запустила Shinjin Publica в рамках угоди про технічне ліцензування з компанією Toyota. З метою розвитку автомобільної промисловості, уряд Кореї оголосив "Політику сприяння автомобільній промисловості" в 1962 році, а також закон про захист автомобільної промисловості. Іноземні автовиробники були відсторонені від діючих в Кореї, за винятком спільних підприємств з місцевими бізнес-структурами. Зусилля уряду сприяли залученню компаній, які були створені в інших сферах автомобільного бізнесу, а також створенню нових стартапів.
Три компанії були створені в 1962 році: 
- Kyeongseong Precision Industry, яка змінила свою назву на Kia Industry і почала складання автомобілів співпрацюючи з Mazda з 1964 року;
- Ha Dong-Hwan Automobile Industry Co., яка була попередником SsangYong Motor Company;
- Saenara Automobile, яка була створена за технічного сприяння компанії Nissan Motor Co. і була першим автовиробником в Кореї оснащеним сучасним складальним виробництвом.

Asia Motors Company була заснована в 1965 році, а Hyundai Motor Company в 1968 році за технічного співробітництва з Ford Motor Company. Проте, всі ці компанії тоді лише складали автомомобілі, імпортуючи деталі від зарубіжних партнерів.

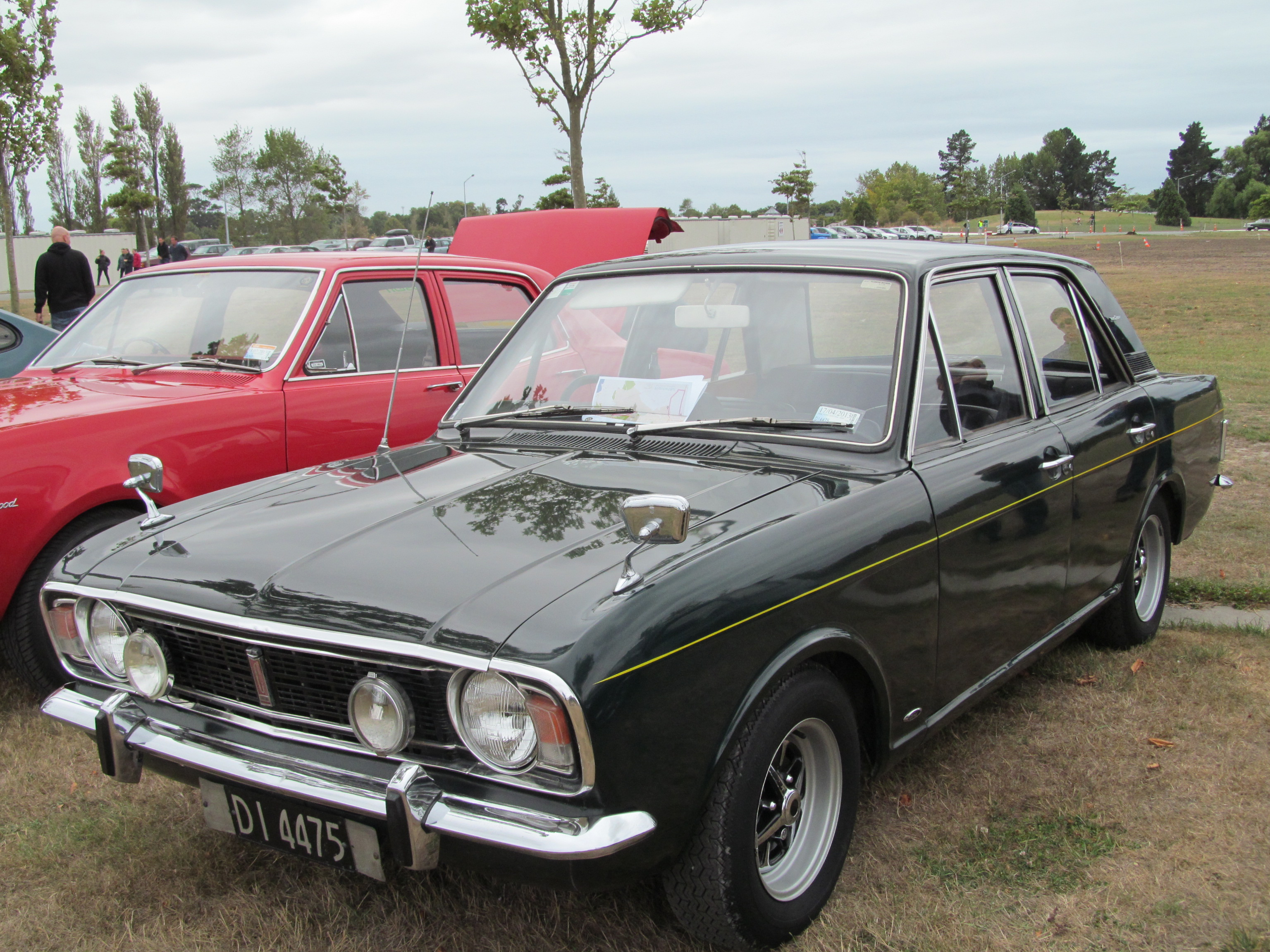
Hyundai-Ford Cortina (Mk II) (1968–1970)
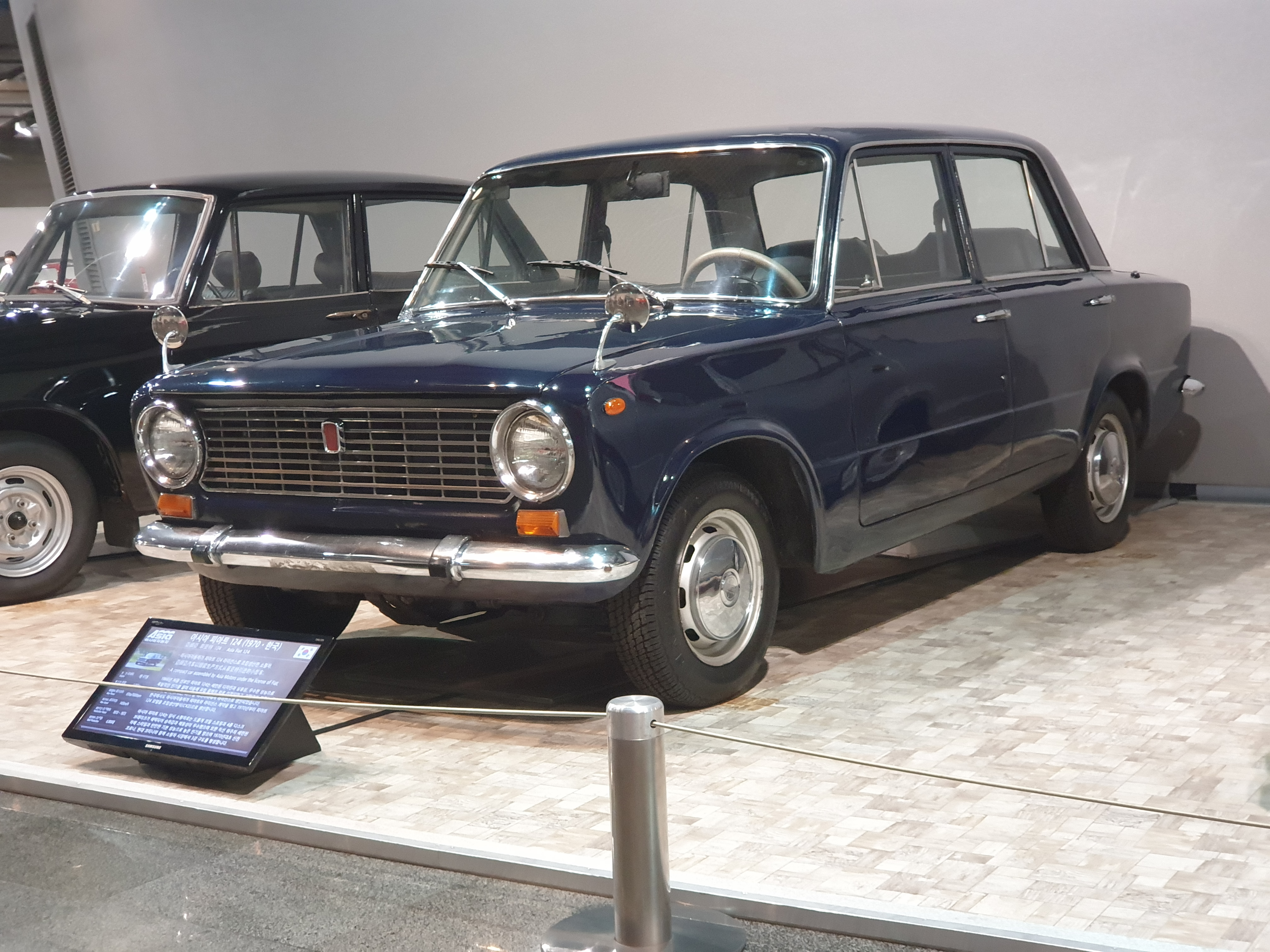
KIA-Fiat 124 (1970–1975)
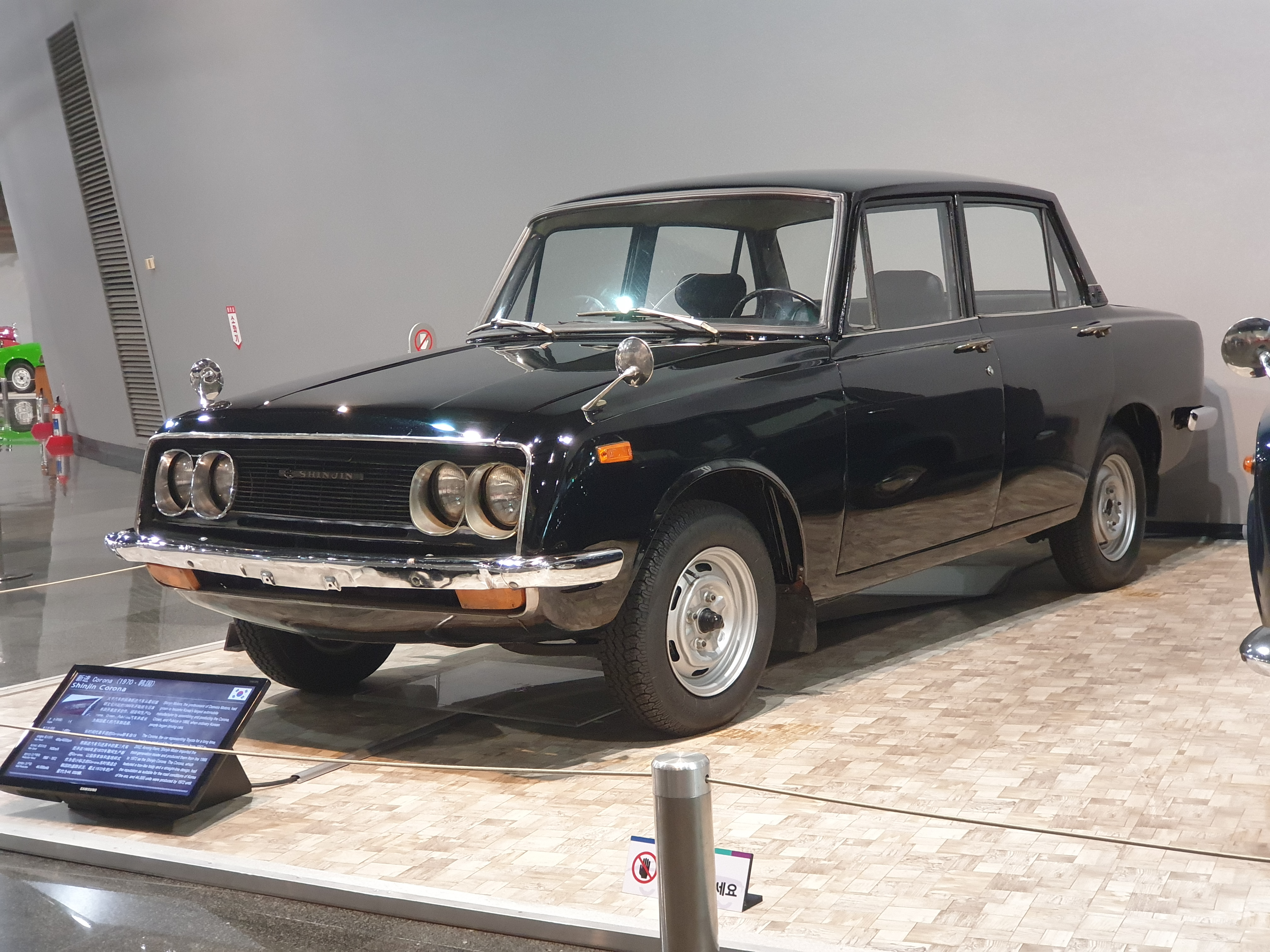
Shinjin Corona 1500 (1966–1972)
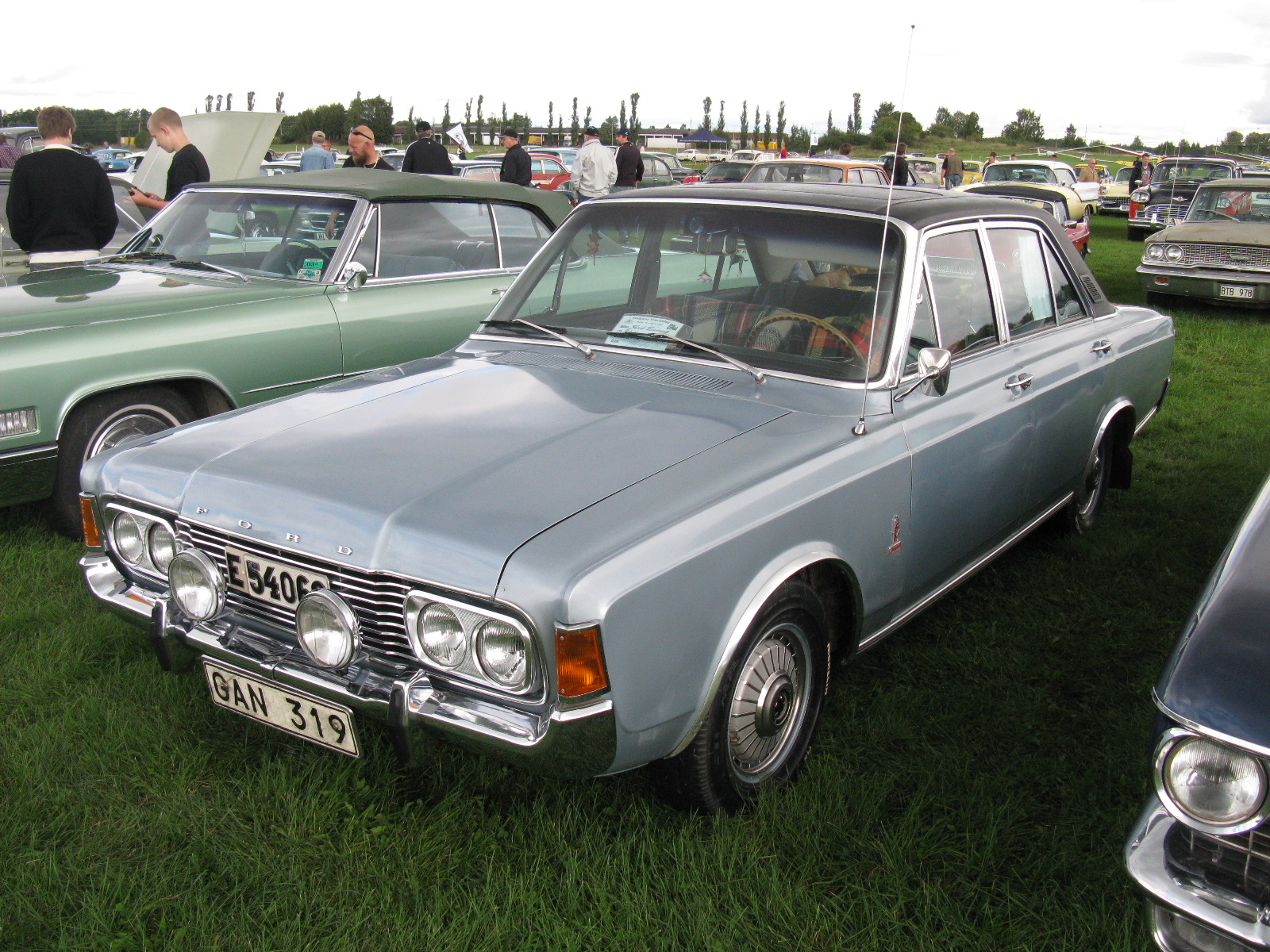
Hyundai-Ford Taunus (P7) (1969–1973)
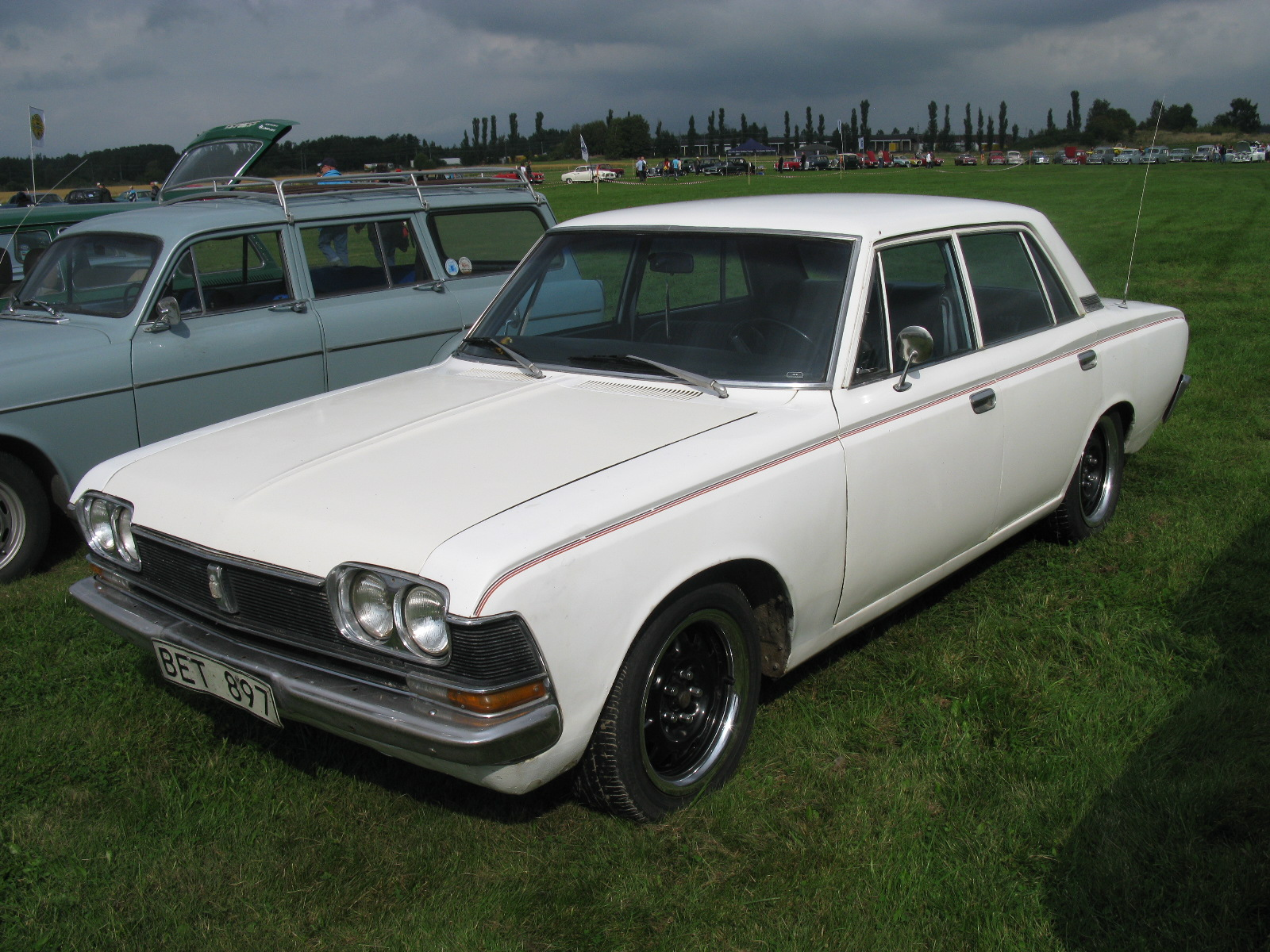
Shinjin Crown (1967–1968)
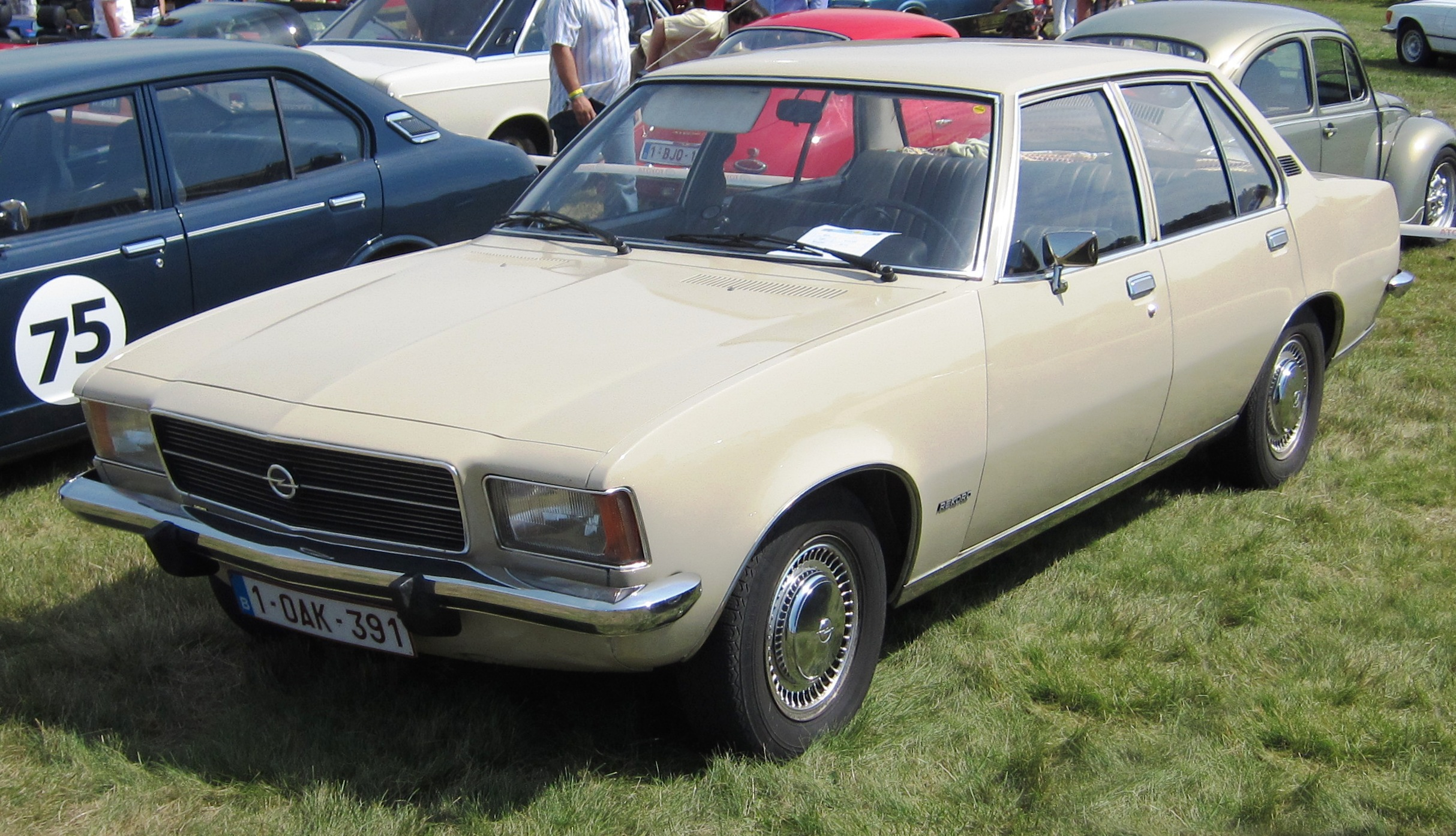
Saehan Rekord (1972–1978)

### Другий етап (з 1974 по 1983 роки)

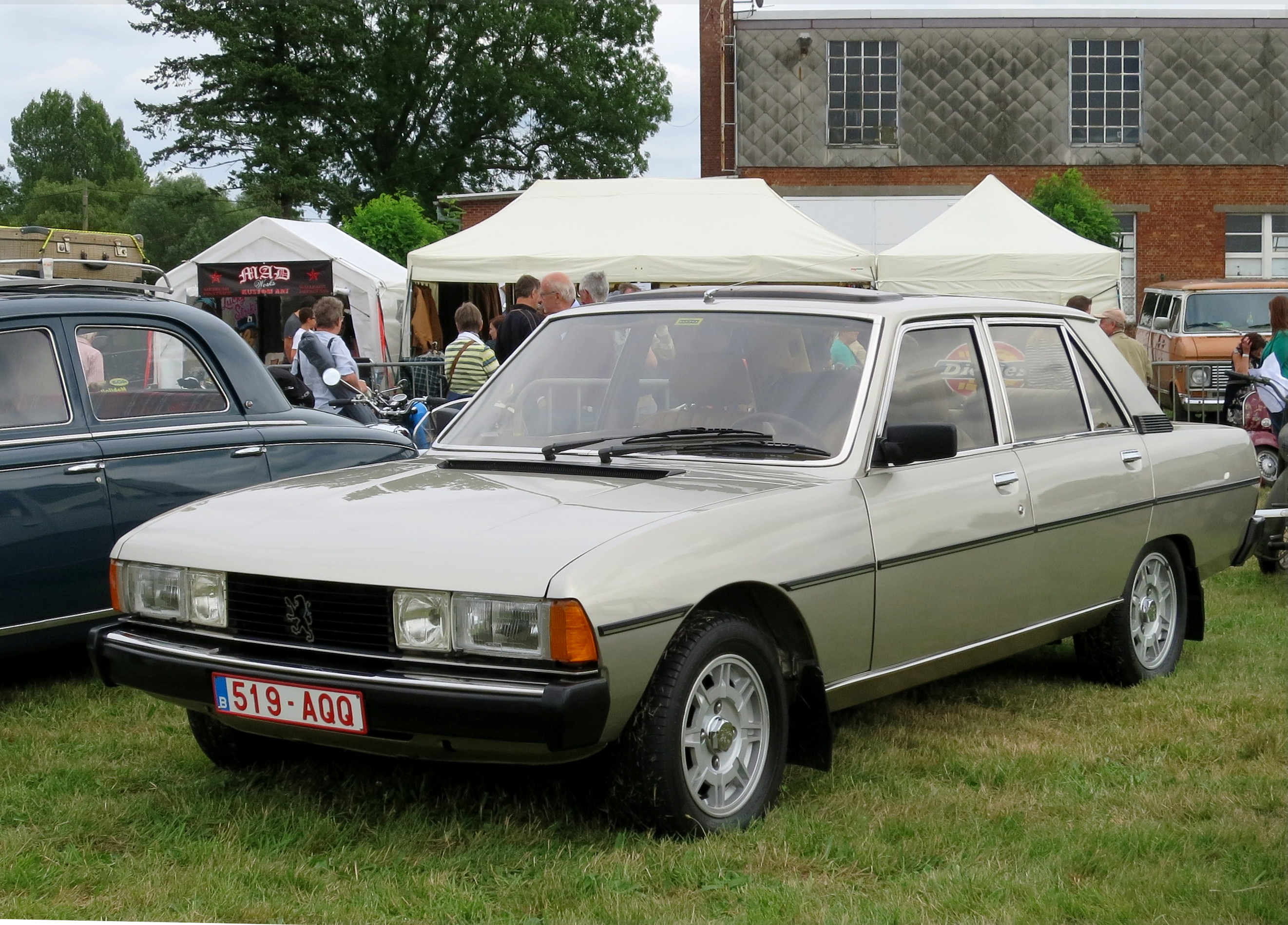
KIA-Peugeot 604 (1979–1981)

Справжній розвиток виробництва автомобілів почався після прямого втручання влади в 1974 році. У ті роки урядова стратегія ґрунтувалася на розвитку експорту і максимальну концентрацію капіталу. Керівництво країни давало обраним компаніям значні преференції, але за такі привілеї ті зобов'язані були виконувати будь-які «рекомендації» уряду. На роль фірм, які повинні були перерости в автомобільні гіганти були обрані 4 компанії: Shinjin Motors, Asia Motors, Hyundai Motors та Kia Motors. З часом на базі Shinjin Motors холдингом Daewoo і компанією General Motors було організовано спільне підприємство, яке перетворилося в Daewoo Motors, а Asia Motors злилася з Kia. Всі ці «обрані» компанії отримали політичну підтримку і доступ до пільгових кредитів. За це вони повинні були виконати поставлені завдання зі збільшення виробництва до 50,000 машин на рік на кожній фірмі і збільшити частку вітчизняних комплектуючих. Так до 1980 року комплектуючі, з яких складалися південнокорейські автомобілі, чи то запчастини Daewoo, чи запчастини до будь-якого іншого автомобіля мали складати не менш ніж 91% всіх запчастин.
Варто зазначити, що уряд, поставивши завдання перетворення Південної Кореї в експортера автомобілів, всіляко допомагав вітчизняним виробникам. Наприклад, був введений настільки високий тариф на ввезення іномарок, що це стало абсолютно невигідним. А в 1975 році було введено правило, згідно з яким ввезти іноземні комплектуючі можна було тільки після надання доказів про те, що аналогічну деталь неможливо виробити в Кореї. Такий протекціонізм приніс свої плоди, наприклад, запчастини Кіа до 1980 року вже на 95% вироблялися місцевими заводами. Завдання з випуску машин теж було виконано: в 1979 році в Кореї було вироблено 204,000 машин. Проте слід зазначити, що більшість корейських автомобілів в ті роки були всього лише копіями європейських, американських та японських розробок.

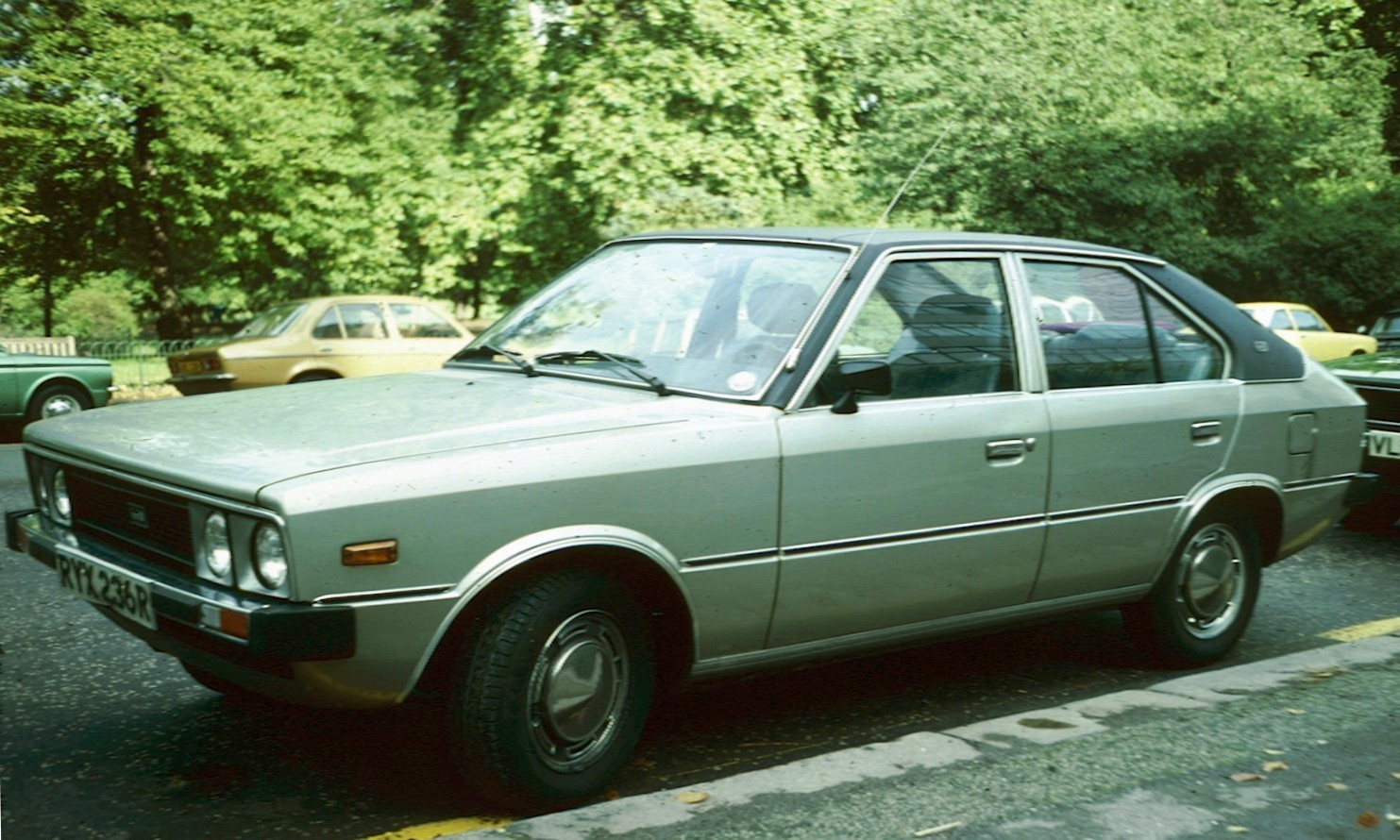
Hyundai Pony (110) (1975–1982)
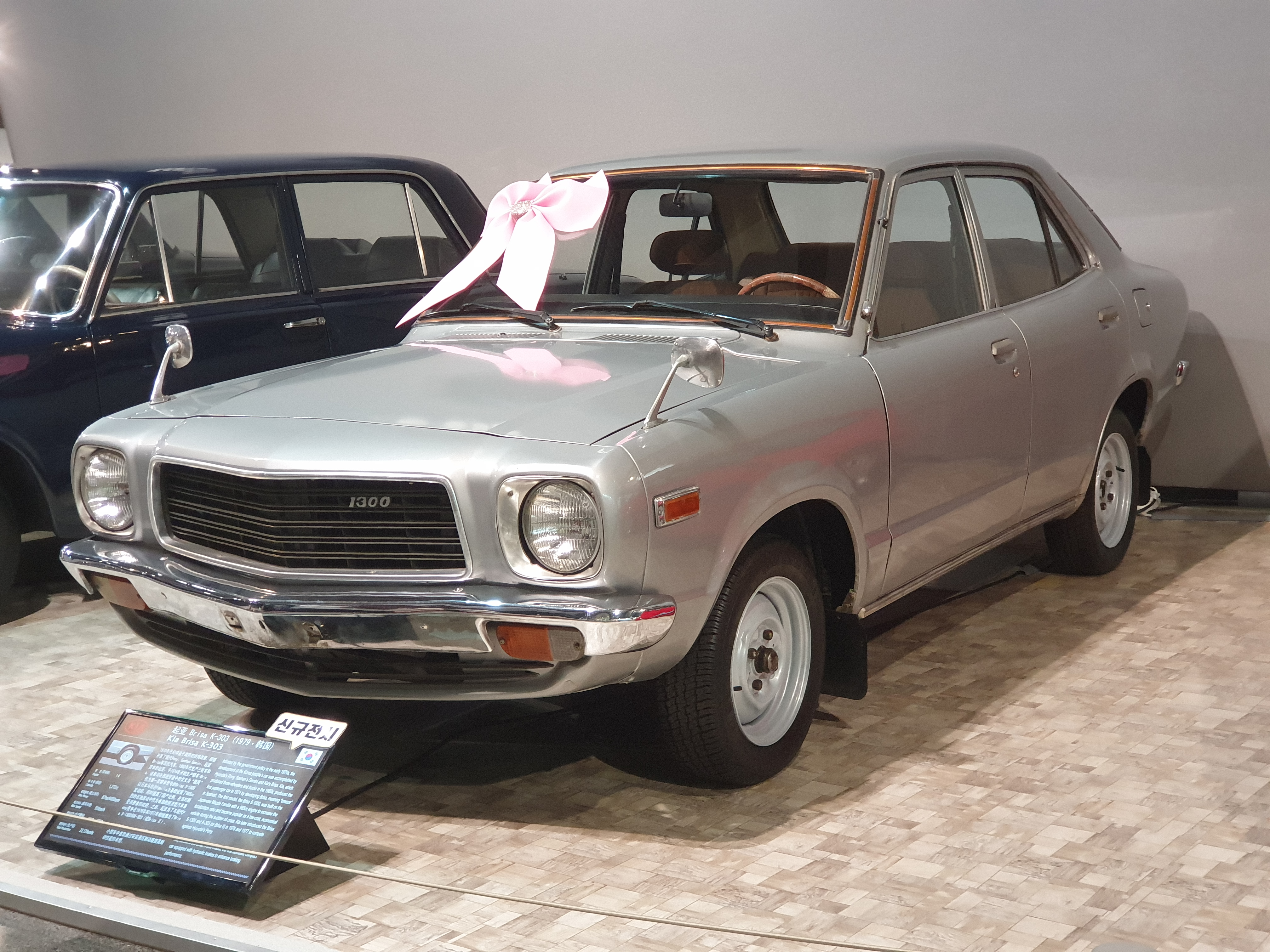
Kia Brisa (1974–1981)
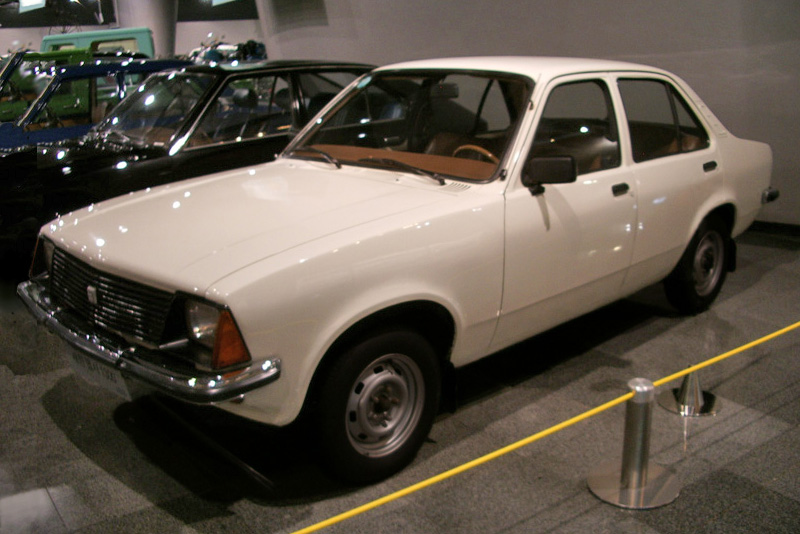
Saehan/Daewoo Maepsy (1977–1986)
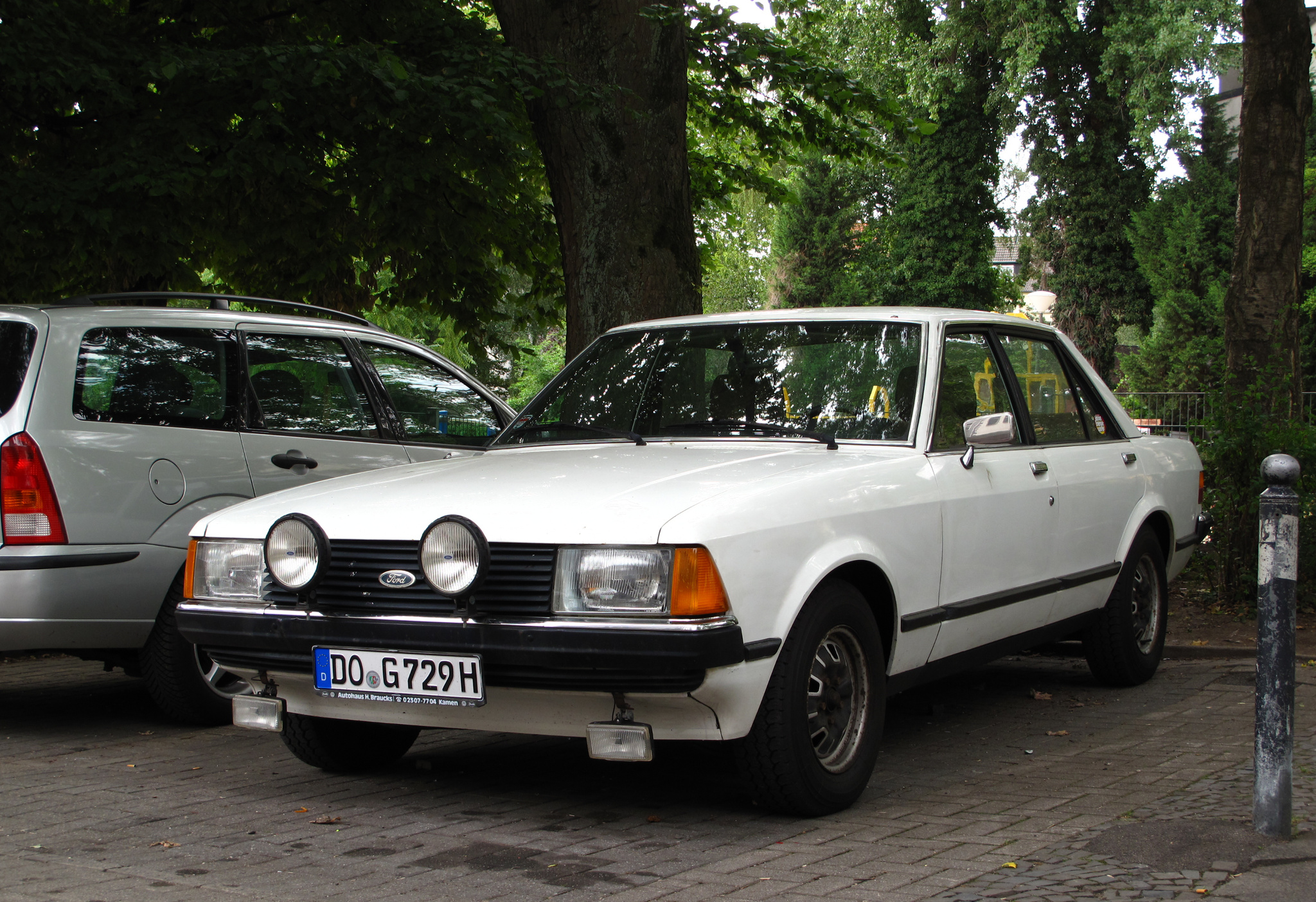
Hyundai-Ford Granada (1978–1986)
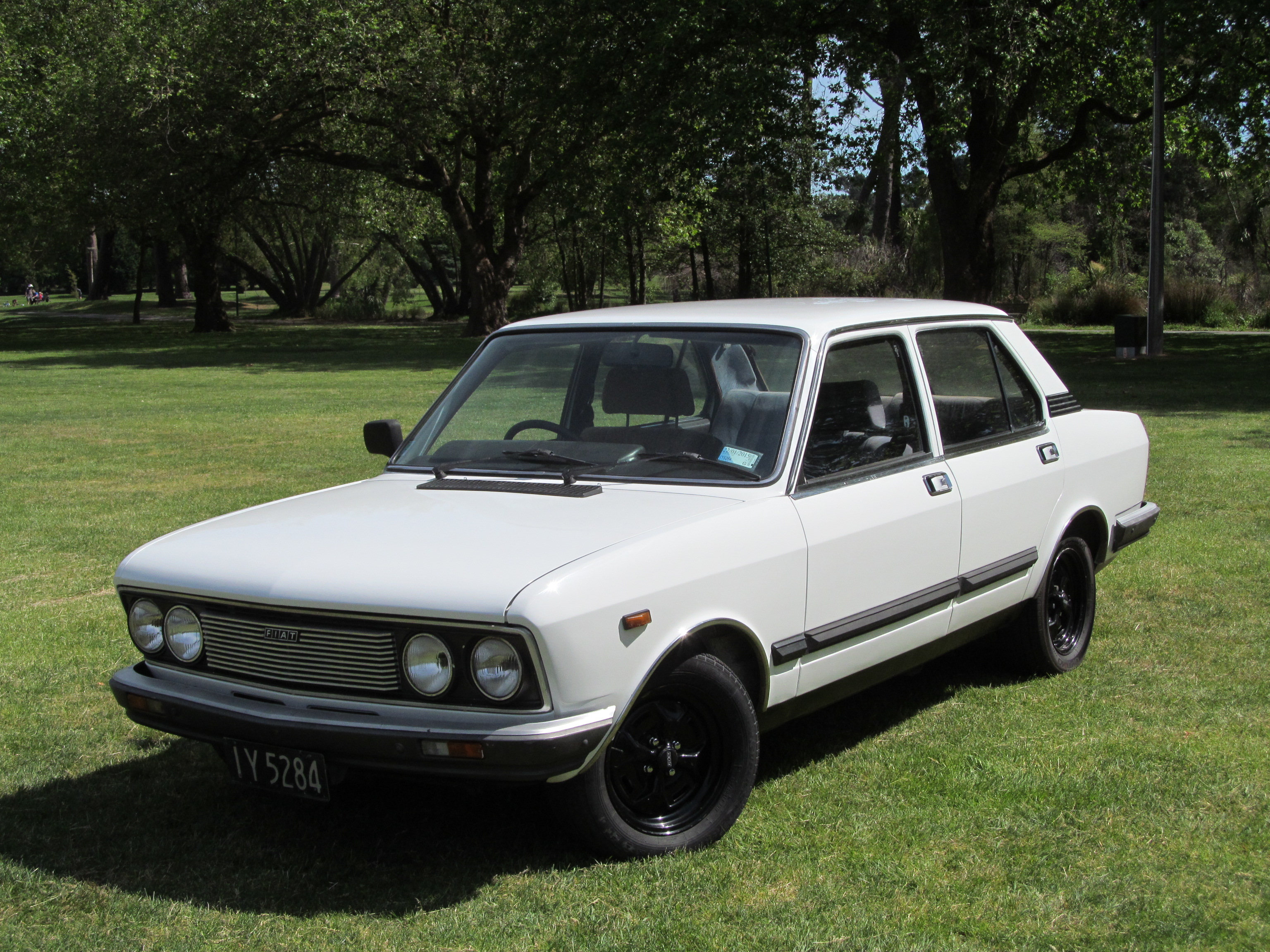
KIA-Fiat 132 (1979–1981)
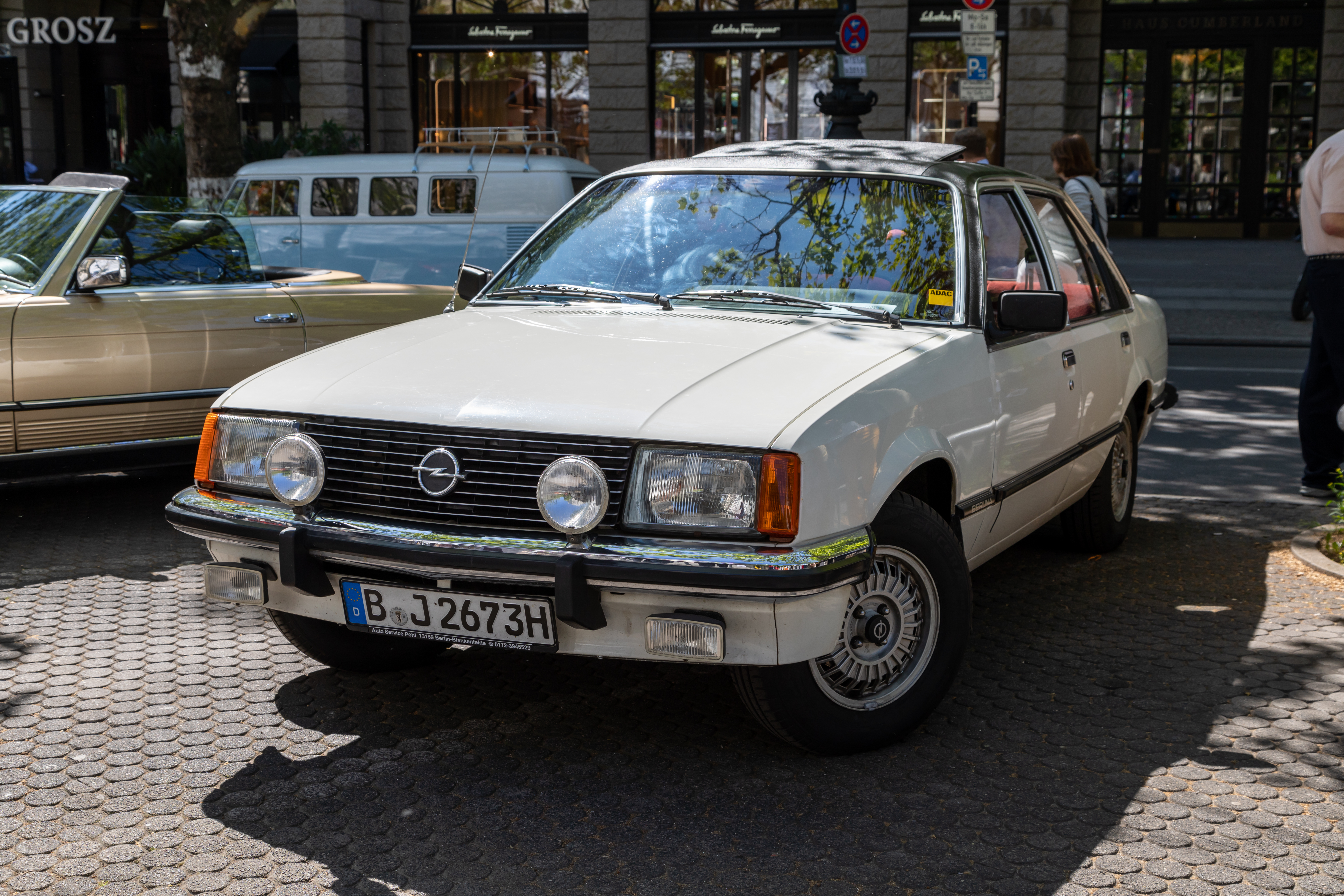
Saehan/Daewoo Rekord (1978–1993)

### Третій етап (з 1983 по 1998 роки)

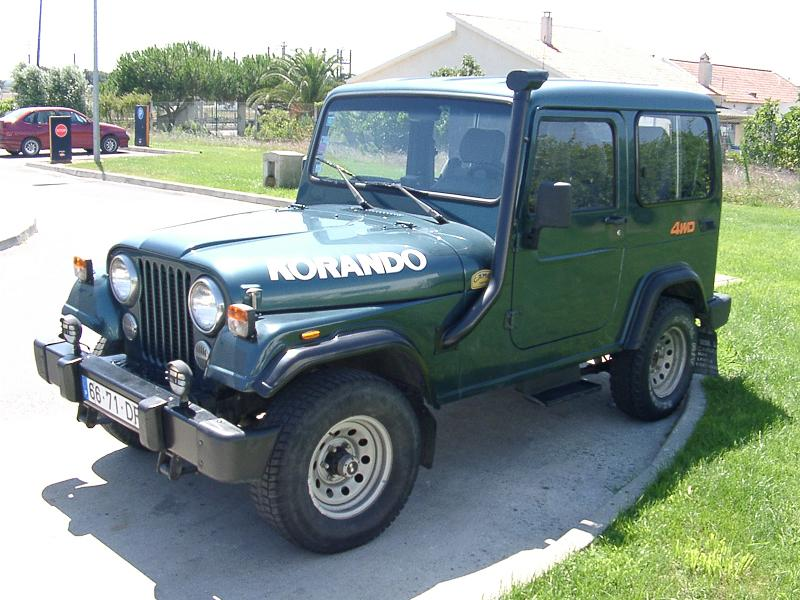
SsangYong Korando (1982–1996)

З 1970-х років аж до азійської кризи 1997 року корейський автопром безроздільно був захоплений трьома найбільшими компаніями: Kia Motors, Daewoo Motors та Hyundai Motors. У 1992 році General Motors викупив у Daewoo 50% акцій, таким чином ставши єдиним власником Daewoo Motors.
У 1982 році Daewoo Group отримала контроль над Saehan Motors, а в 1983 році змінила назву на Daewoo Motors. Проте корейська автомобільна промисловість сильно постраждала від енергетичної кризи 1979 року і, як наслідок, локальної рецесії. Уряд вжив заходів для вирішення цієї складної ситуації в 1982 році, запровадивши «Політику раціоналізації автомобільної промисловості», метою якої було запобігти надмірній конкуренції між чотирма основними вітчизняними автовиробниками: Hyundai Motors, Kia Industry, General Motors Korea та Asia Motors. Крім того, уряд відклав лібералізацію імпорту автомобілів.
Shinjin Jeep Motors, яка була дочірньою компанією Shinjin Motors, змінила свою назву на Geohwa Co. в 1981 році, а в 1985 році її придбала Dong-A Motor Co. (раніше Ha Dong-hwan Automobile Industry Co.). У 1986 році компанія була перейменована в SsangYong Motor Company.
Справжній прорив стався тоді, коли компанія Hyundai з малолітражкою Excel вийшла на американський автомобільний ринок, який завжди був найконкурентнішим у світі. Excel не можна було назвати шедевром, але й призначалася вона для тих, кого цікавило прийнятне поєднання ціни та якості. Покупців цікавило те, що як сам автомобіль, так і запчастини Hyundai мали низьку для США ціну при порівняно високій якості. Секрет успіху корейських автомобілів і надалі будувався на орієнтації на масовий попит.

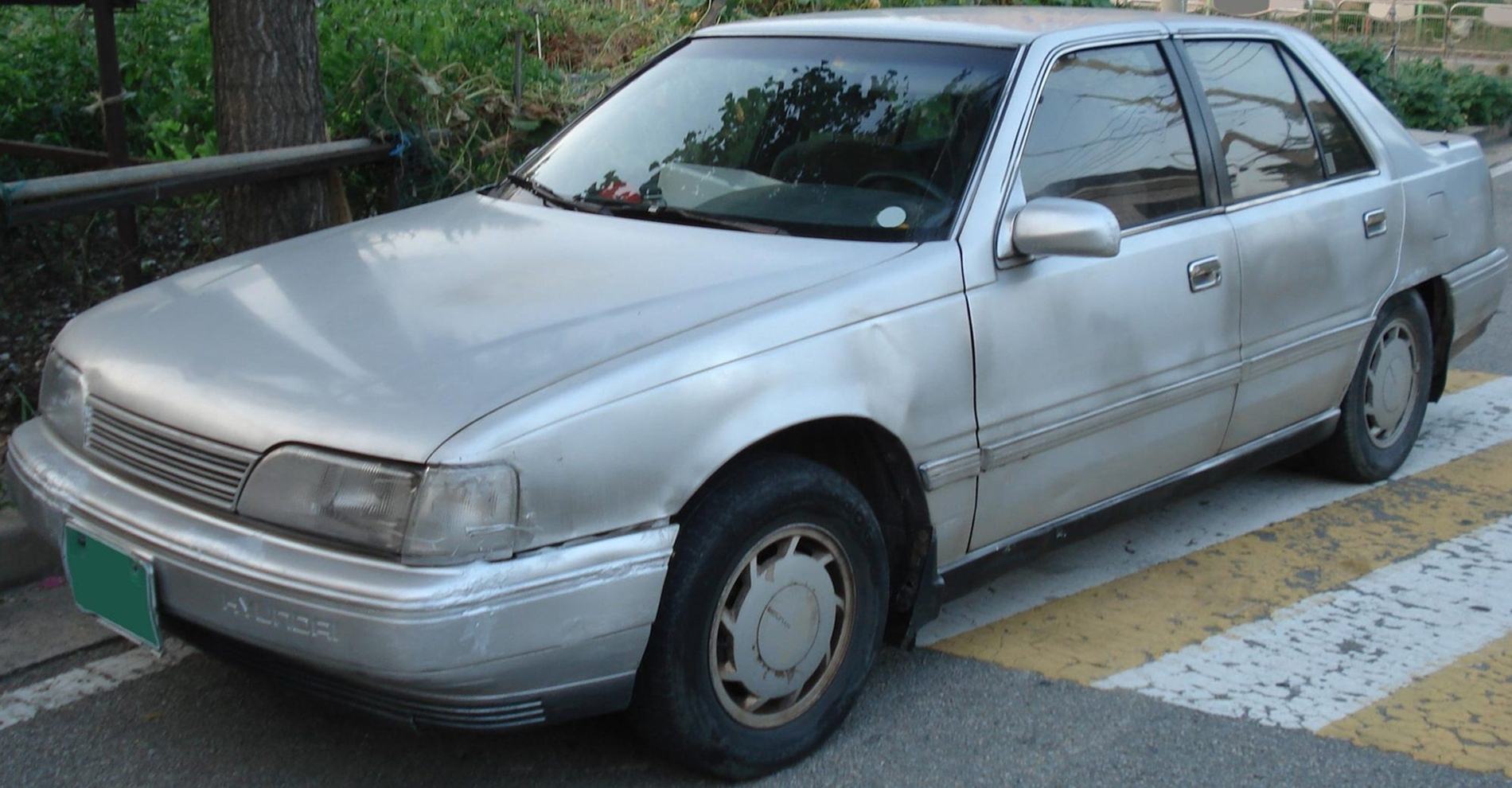
Hyundai Sonata (1988–1993)
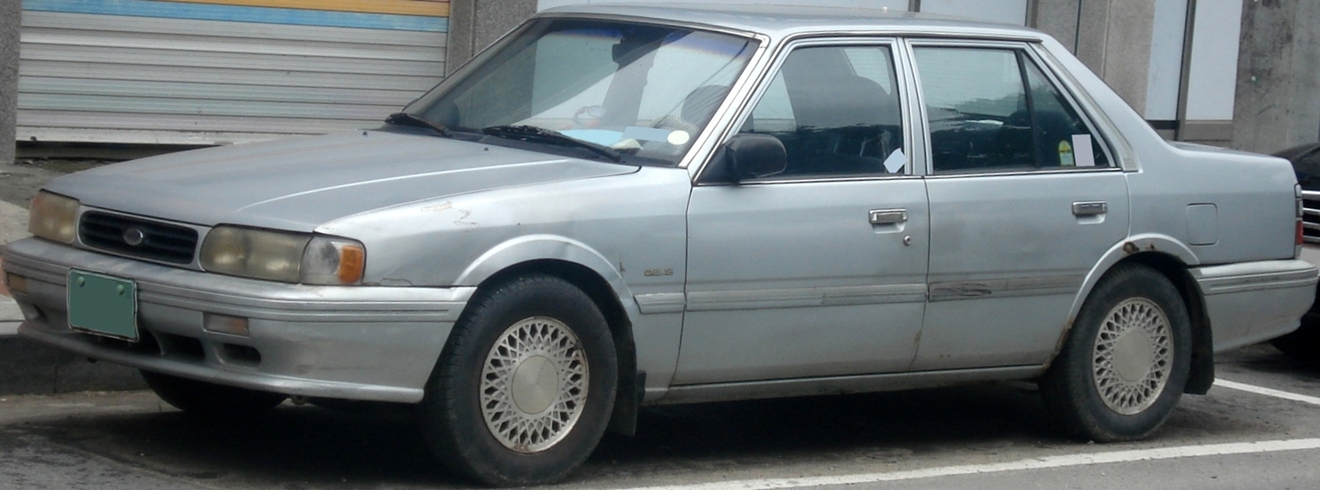
Kia Capital (1989–1996)
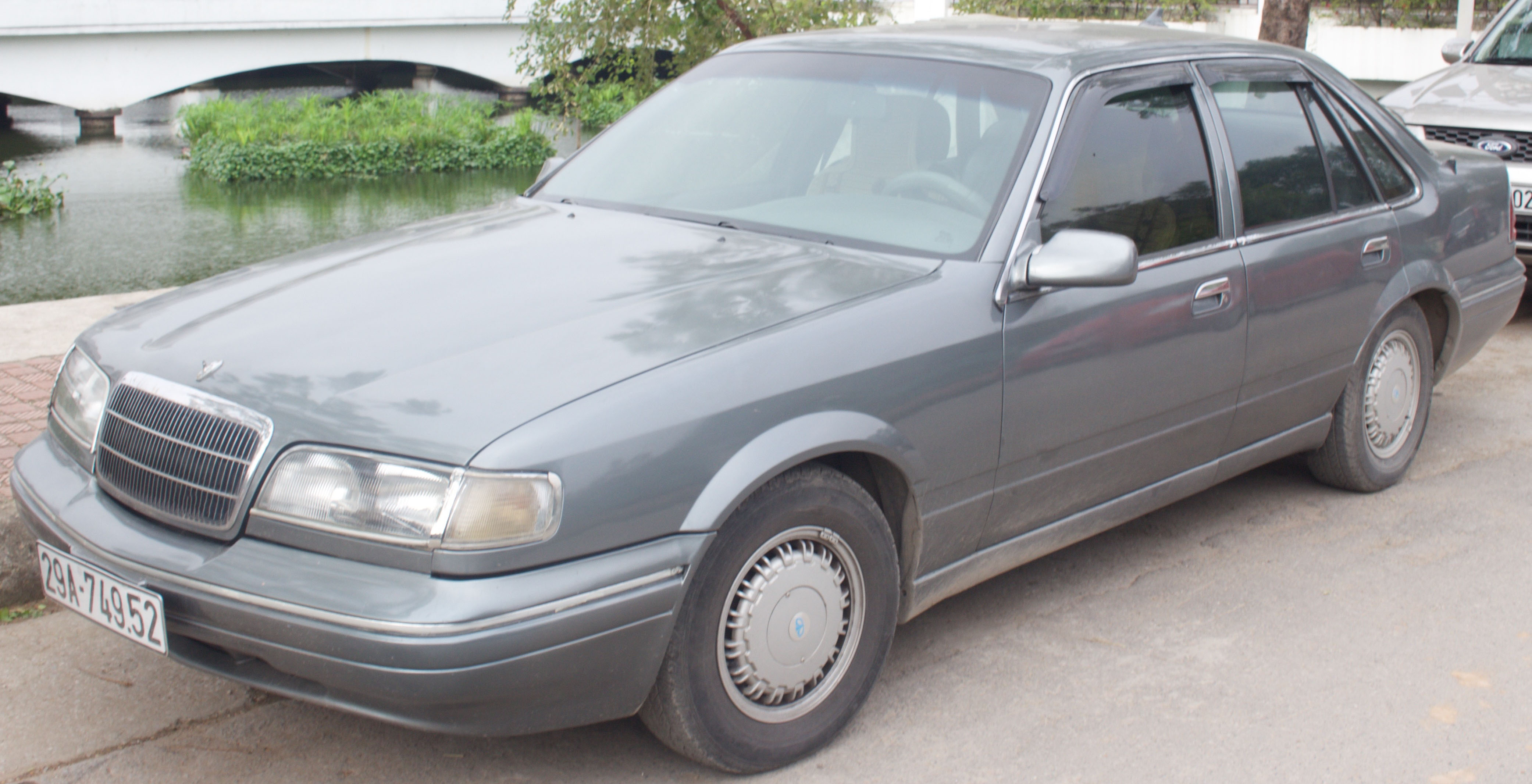
Daewoo Prince (1991–1997)
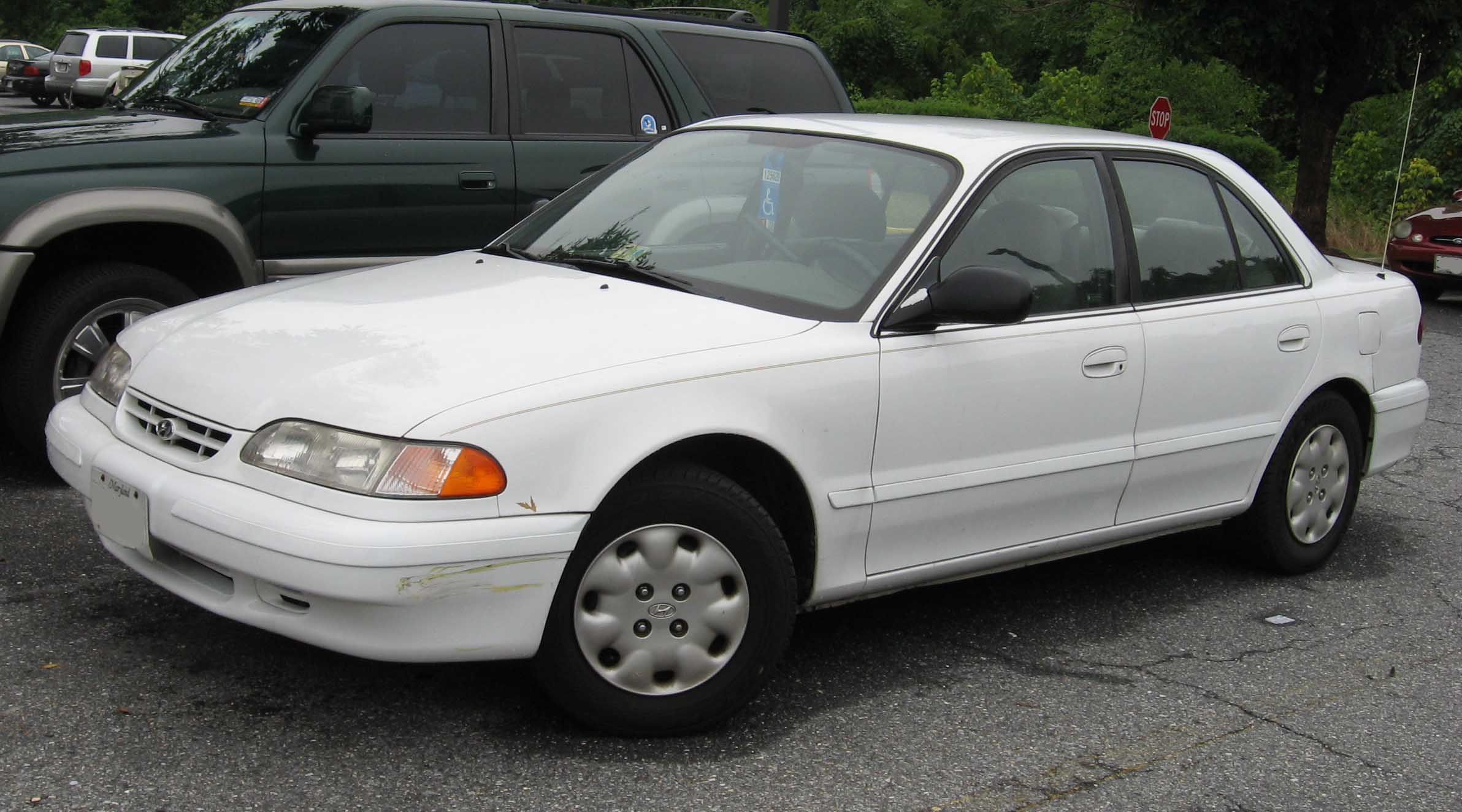
Hyundai Sonata (1993–1998)
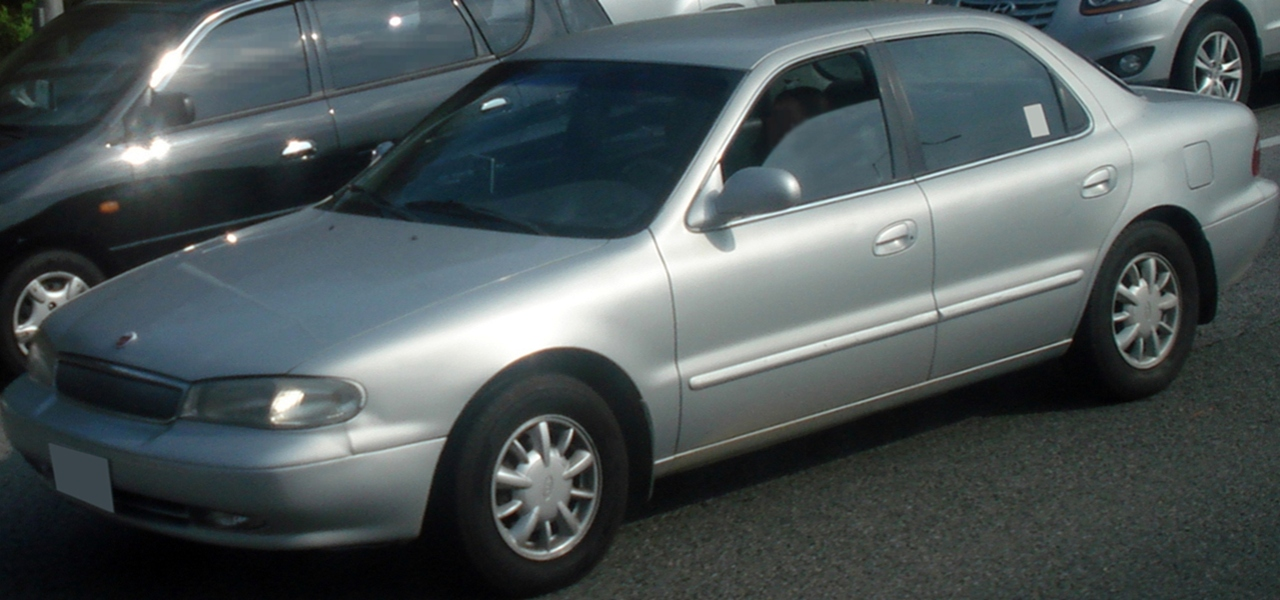
Kia Credos (1995–2001)
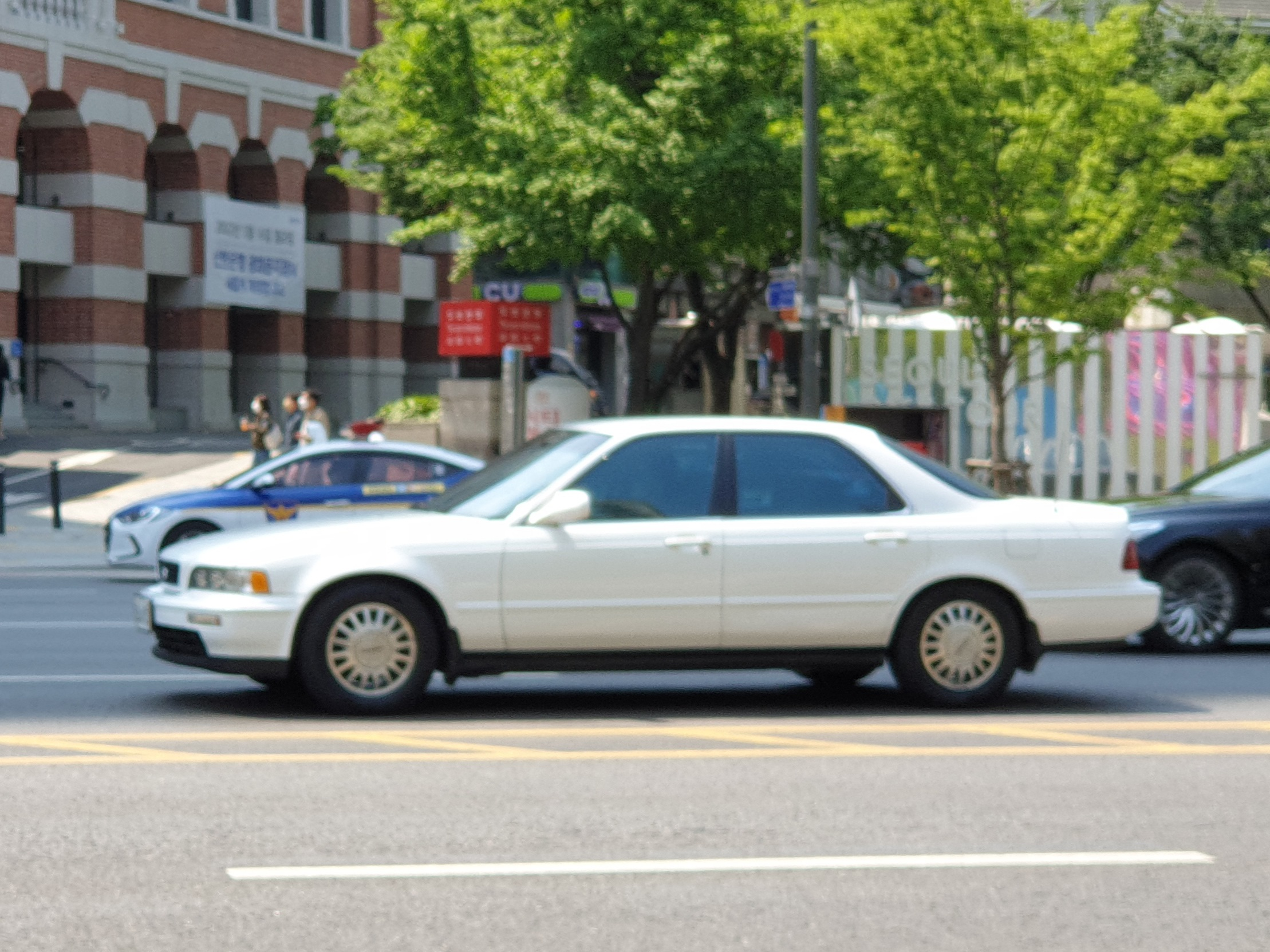
Daewoo Arcadia (1994–1999)

### Четвертий етап (з 1998 року)

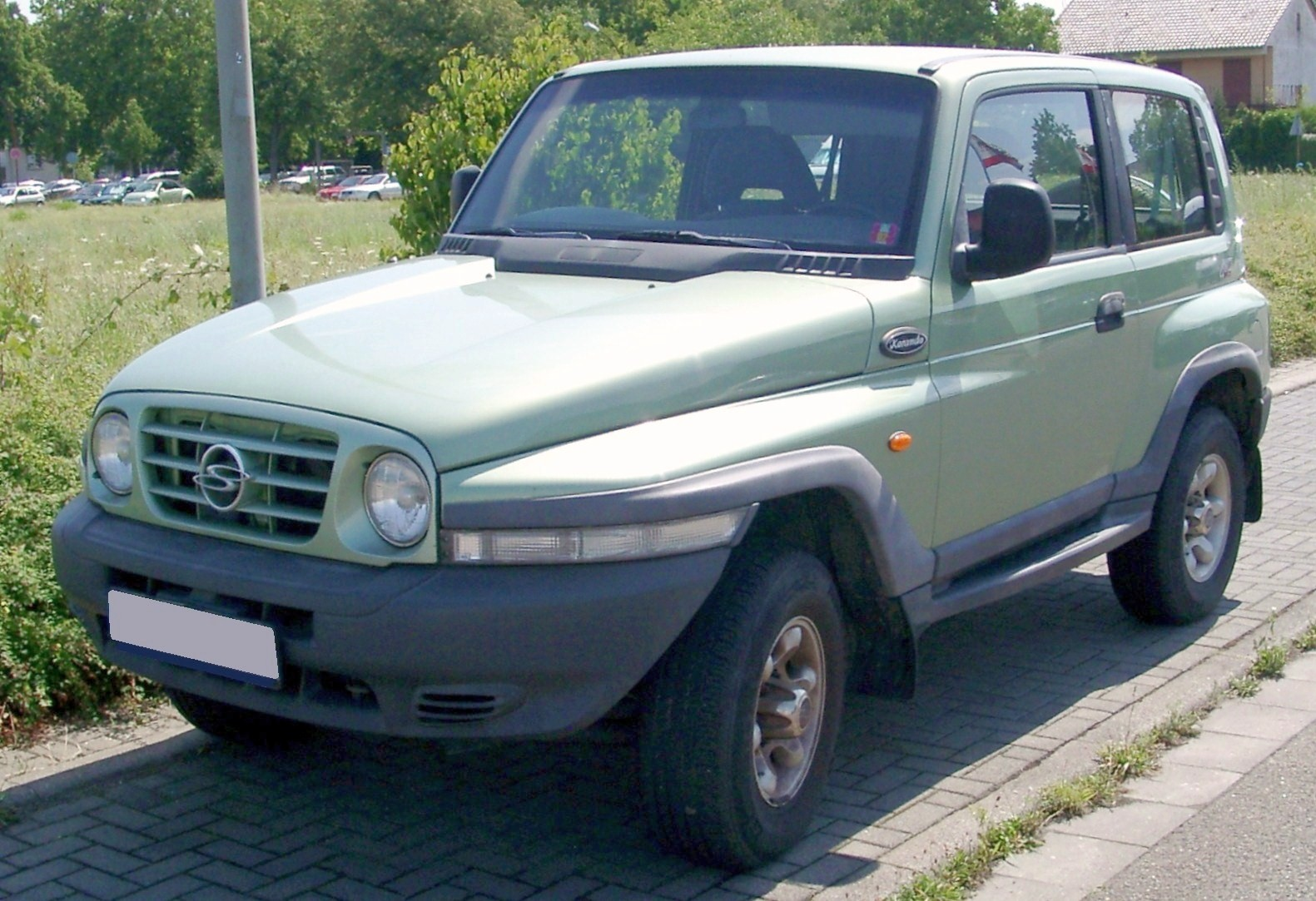
SsangYong Korando (1996–2006)

Внутрішньополітичні зміни 1988 року торкнулися стратегії розвитку автомобільних гігантів. Після того, як в Південній Кореї військові пішли з влади, в країні почалося зростання зарплат, яке поставило під загрозу головну конкурентну перевагу — наявність дешевої і при цьому кваліфікованої робочої сили. Почалася інвестиційна компанія зі створення складальних виробництв за кордоном. В основному такі виробництва відкривалися в розвиткових країнах: Польщі, Росії, Румунії, Україні та Узбекистані. Одночасно з цим корейські автогіганти почали відкривати власні представництва з продажу та ремонту машин по всьому світу. Відтоді діагностика автомобіля корейського виробництва, або будь-які ремонтні роботи можуть бути виконані на фірмових станціях технічного обслуговування в будь-якій точці світу.
У 1997 році азійська криза завдала серйозного удару по корейській автопромисловості. Kia, яка до цього постійно перебувала у «великій трійці», зробила заяву про своє банкрутство. Слідом за нею з подібними ж труднощами зіткнулися практично всі автомобілебудівники, за винятком лише Hyundai. Така ситуація виникла через борги по кредитах, узятих в більш сприятливі часи. Збанкрутіла Kia була викуплена Hyundai Motors, яка відокремилася від холдингу Hyundai в самостійну компанію.
Найдраматичніше ситуація склалася для Daewoo Motors. У 1999 році холдинг Daewoo був оголошений банкрутом і понад два роки уряд Південної Кореї не міг знайти покупця на автомобілебудівний підрозділ концерну, поки в 2002 році він не перейшов у власність General Motors. На місці прогорілої фірми була організована нова — GM Daewoo Auto & Technology Co., яка не тільки продовжила випуск колишніх, звичних для цієї марки, моделей, але й перенесла на його потужності (які знаходяться як в Кореї, так і в інших державах) виробництво автомобілів Chevrolet. На даний момент більшість машин цієї марки виробляються на заводах, власником яких є південнокорейська компанія.

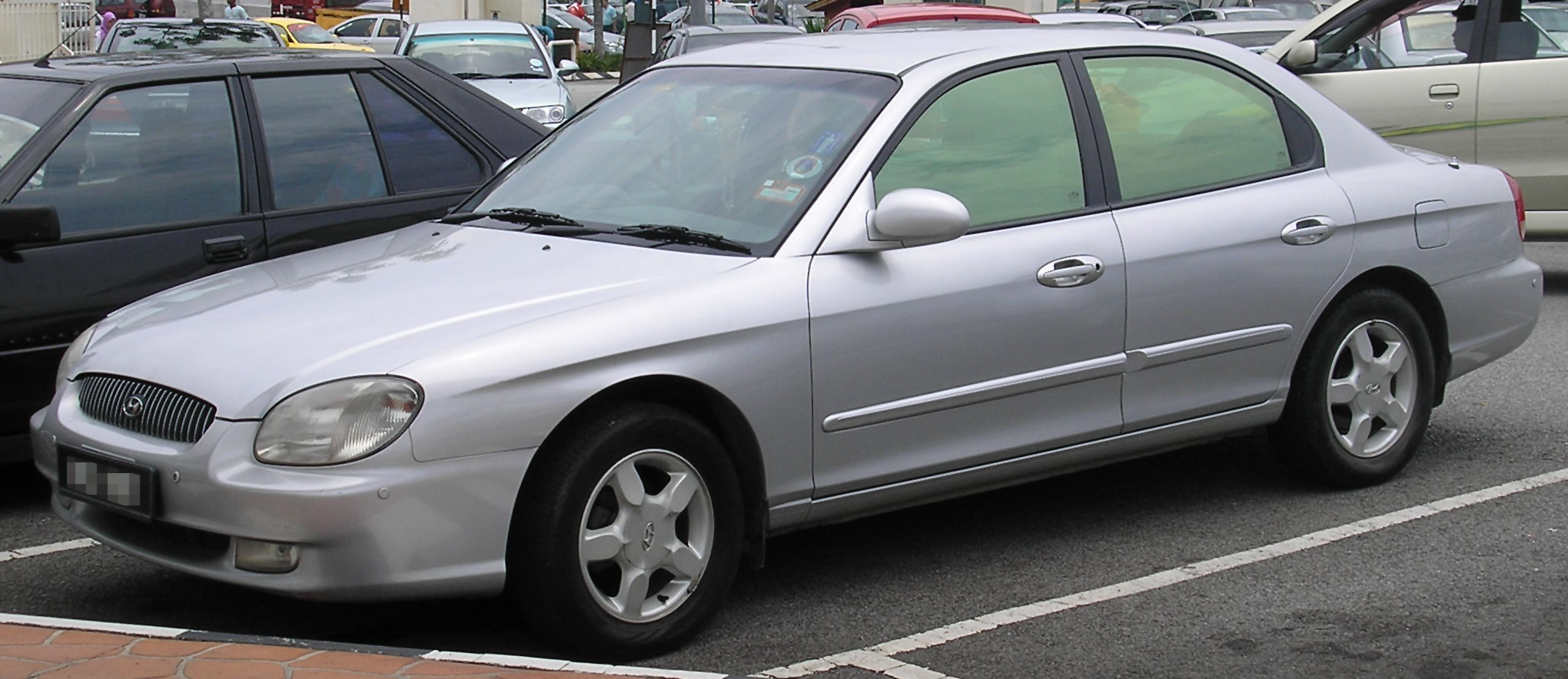
Hyundai Sonata (1998–2005)
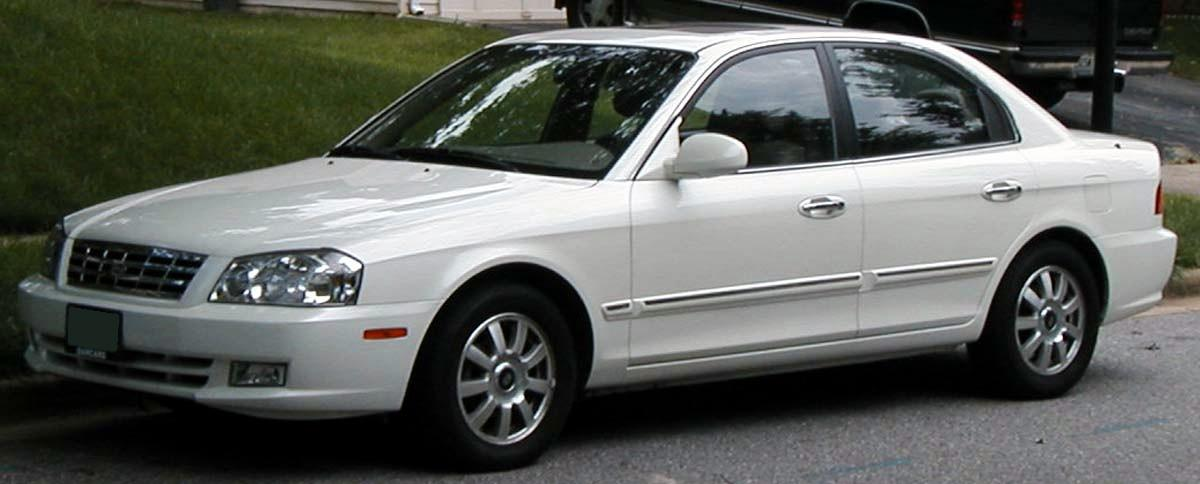
Kia Optima (2000–2005)
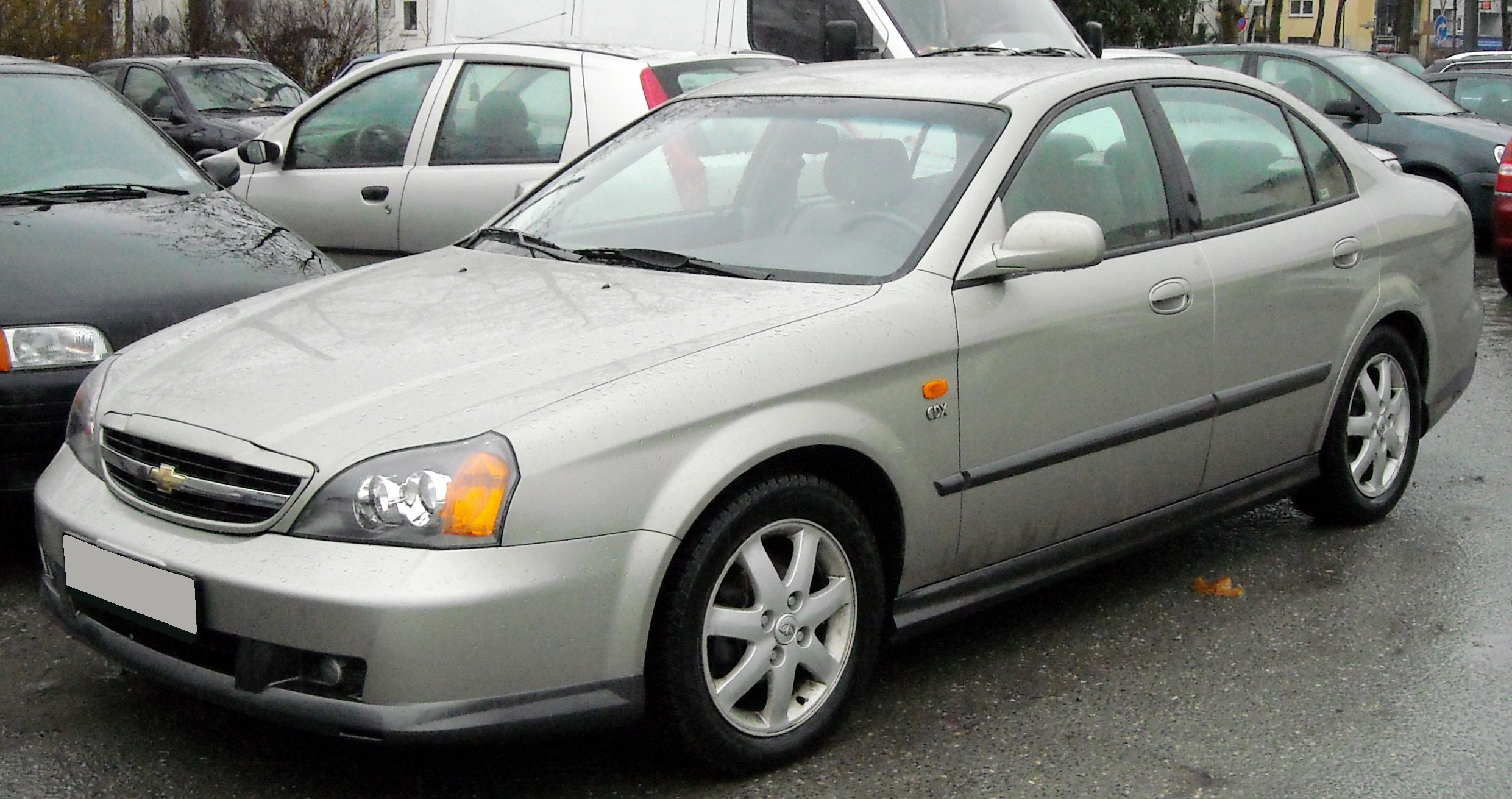
Chevrolet Evanda (2000–2006)
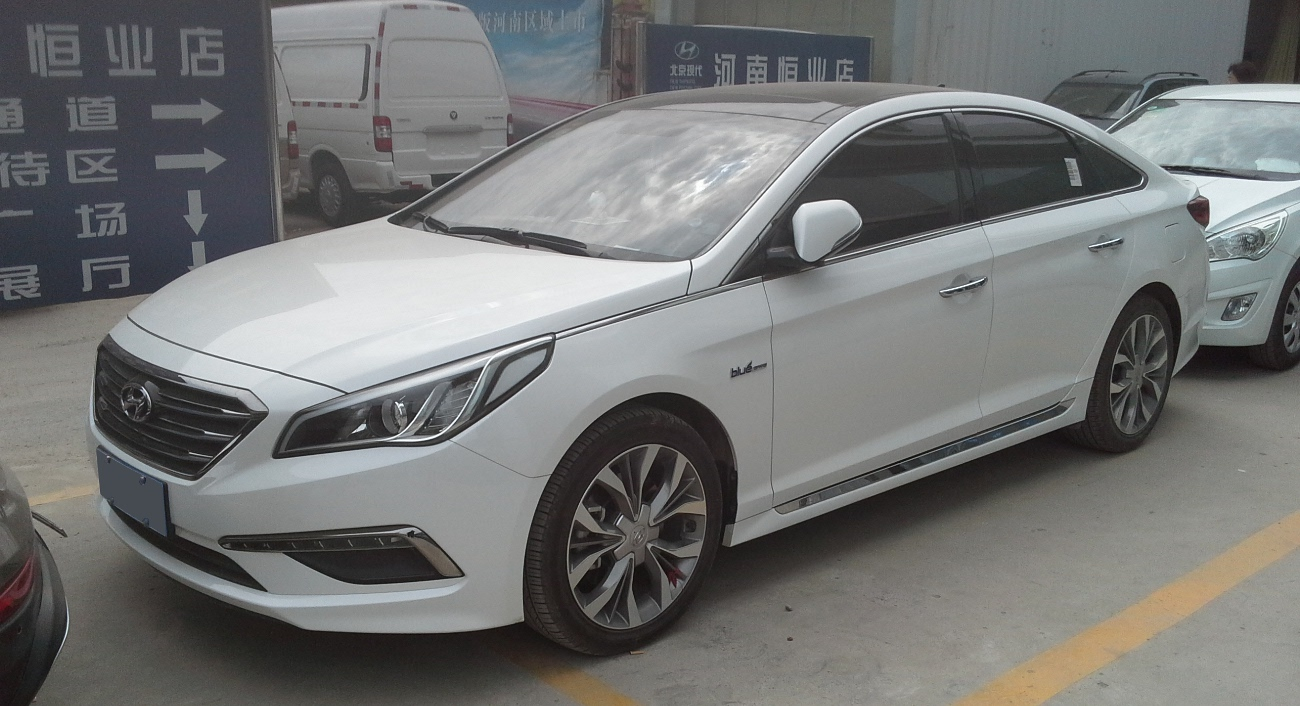
Hyundai Sonata (2014–2019)
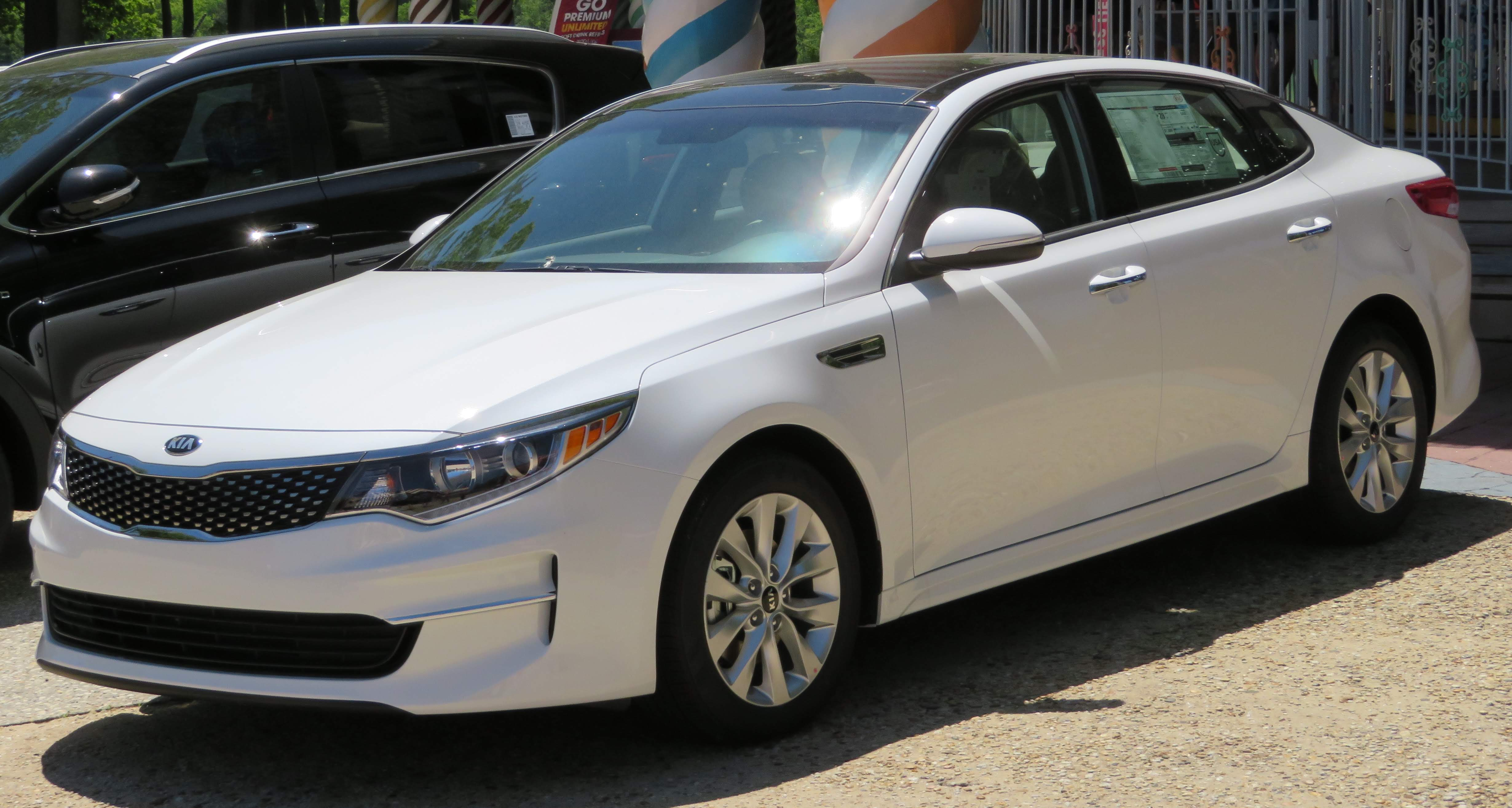
Kia Optima (2015–2020)
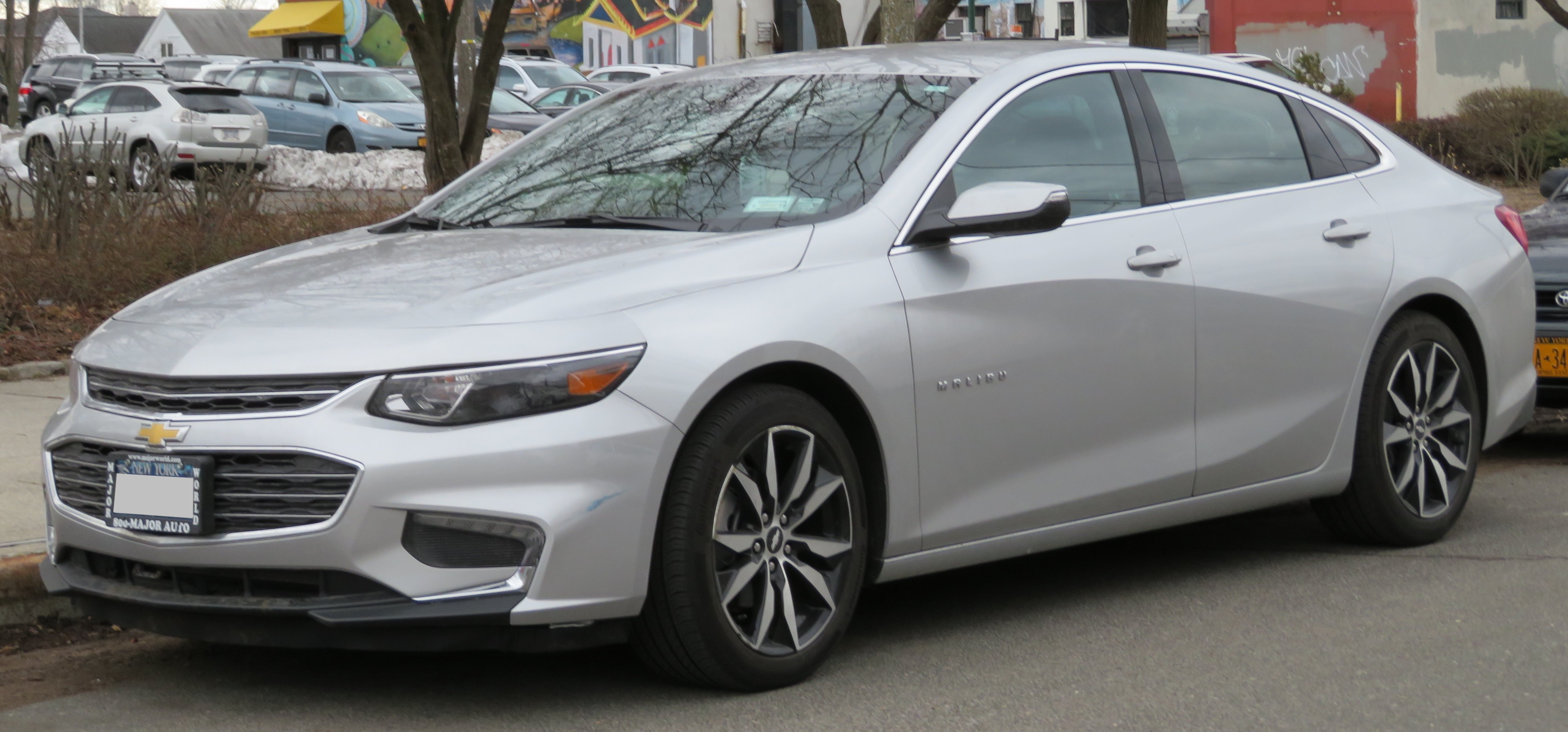
Chevrolet Malibu (2016–2022)

## Виробники

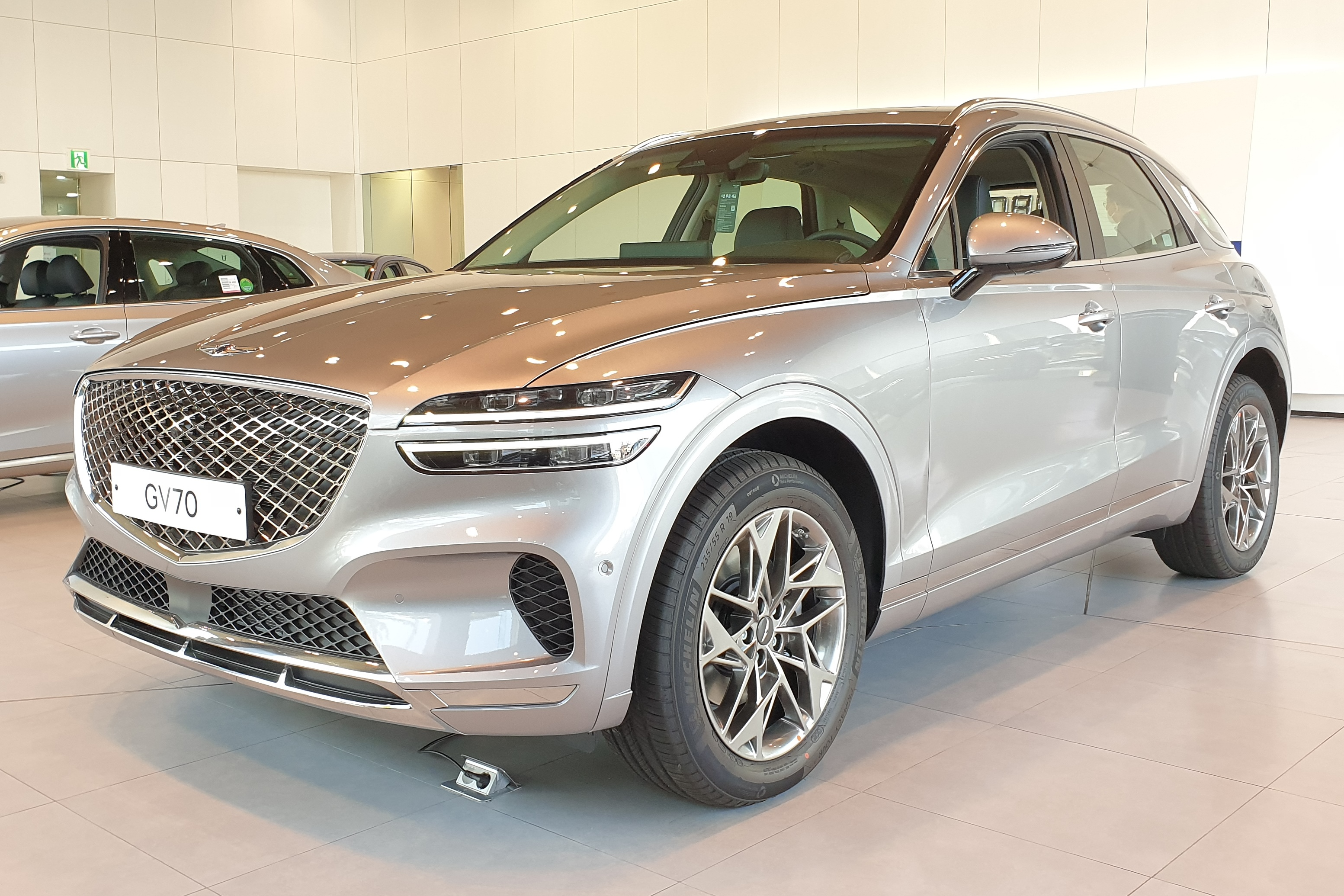
Genesis GV70 (2020–...)

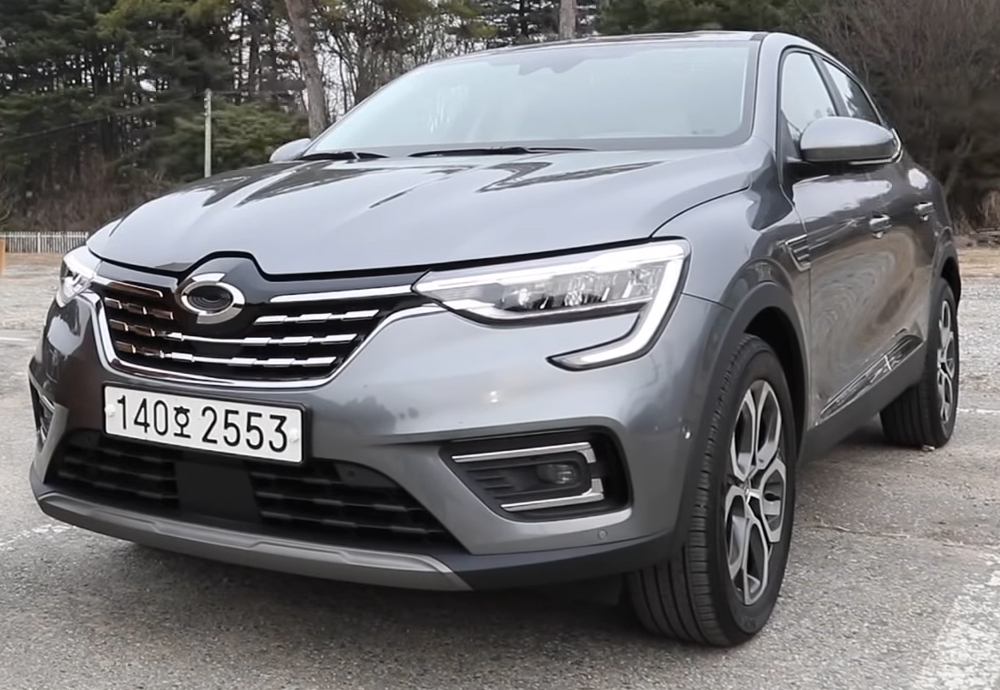
Renault Samsung XM3/Renault XM3 (2020–...)

### Активні
Великі:
- Daelim Group
  - Daelim Motor Company (мотоцикли)
- Daewoo Bus (автобуси)
- Doosan Group (будівельна техніка)
- GM Korea
  - Alpheon
- Hyundai Motor Group
  - Genesis Motors
  - Hyundai Motor Company
  - Hyundai Mobis
  - Hyundai Rotem
  - Kia Motors
    - Kia Defense
- KG Mobility (SsangYong Motor Company)
- KR Motors (мотоцикли)
- Renault Korea Motors (Renault Samsung Motors).
- Tata Daewoo (комерційні автомобілі)

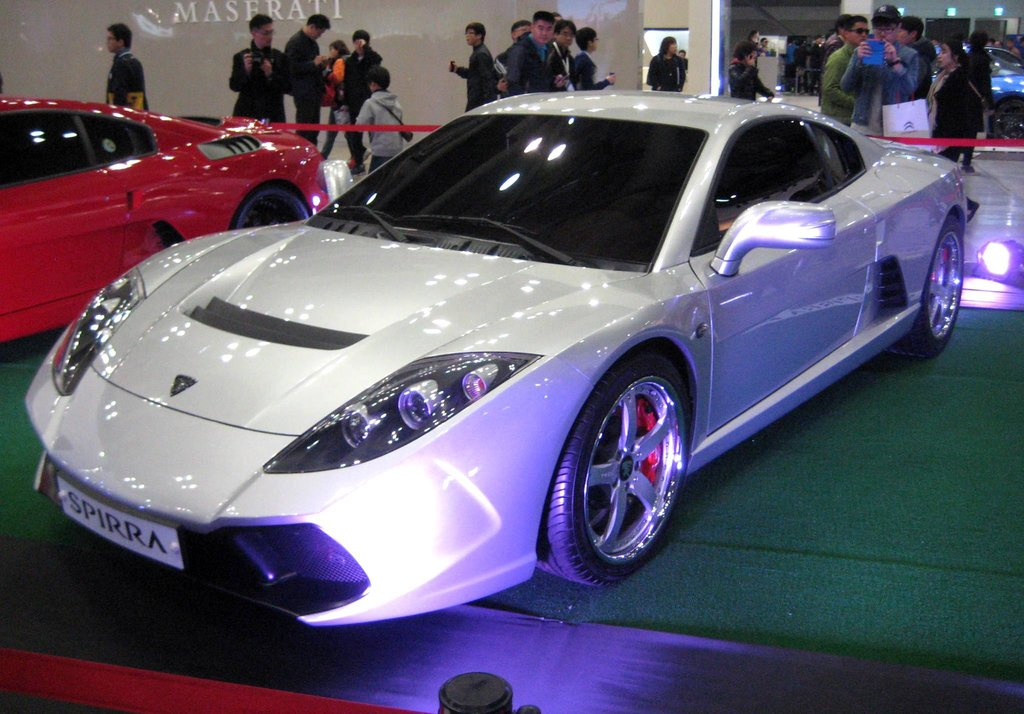
Proto Motors-Oullim Spirra (2007–2017)

Малі:
- CT&T United
- Proto Motors

### Неіснуючі
- Asia Motors
- Daewoo Motors
- Saehan Motors
- Samsung Commercial Vehicles
- Shinjin Motors
- Sibal

## Обсяг виробництва за роками

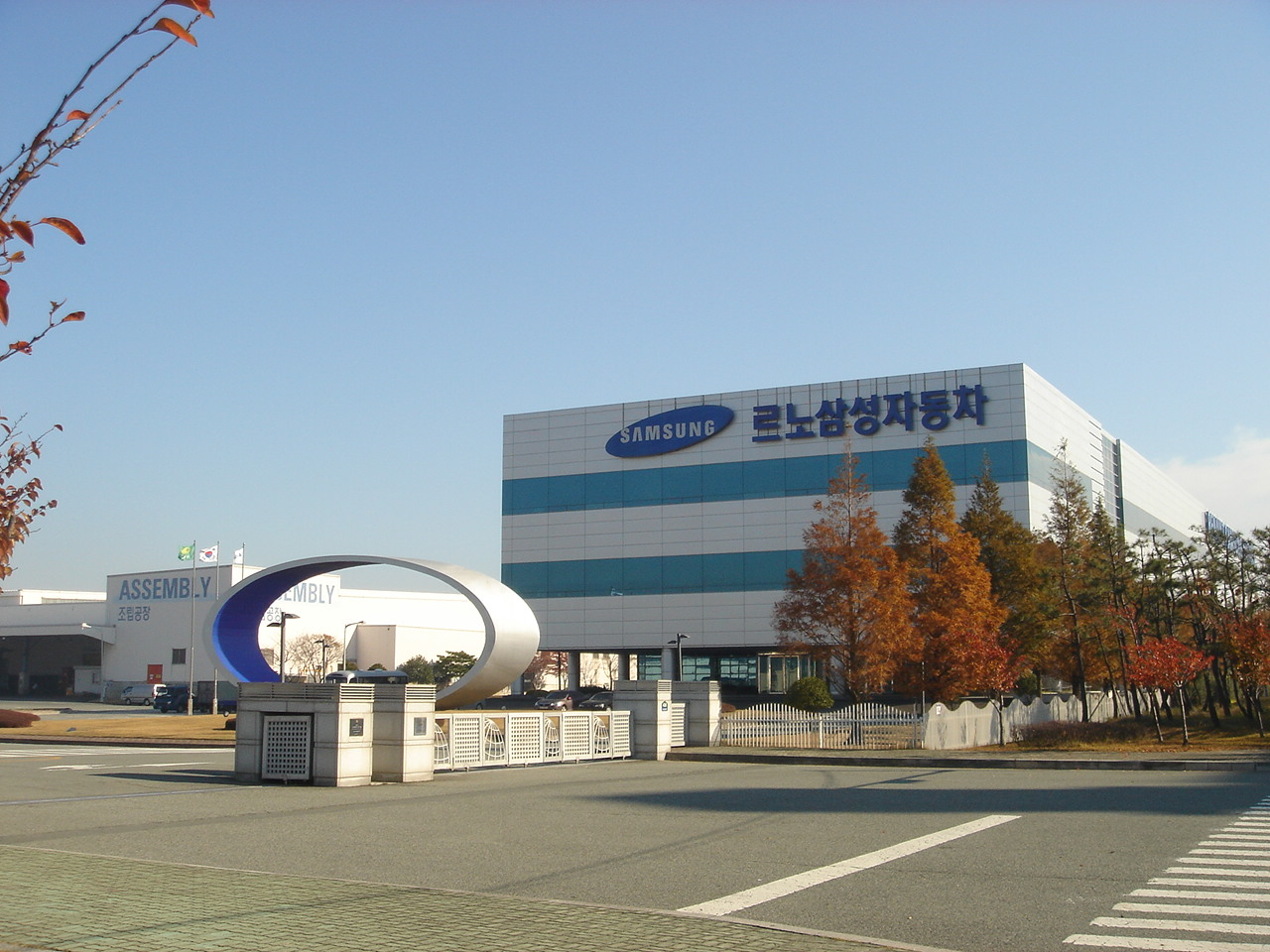
Завод Renault Samsung Motors (тепер Renault Korea Motors) в Пусані

| Рік  | Обсяг виробництва |
| ---- | ----------------- |
| 1970 | 28,819            |
| 1980 | 123,135           |
| 1990 | 1,321,630         |
| 1995 | 2,526,400         |
| 2000 | 3,114,998         |
| 2005 | 3,699,350         |
| 2010 | 4,271,741         |
| 2011 | ,4,657,094        |
| 2012 | 4,561,766         |
| 2013 | 4,521,429         |
| 2014 | 4,524,932         |
| 2015 | 4,555,957         |
| 2016 | 4,228,509         |
| 2017 | 4,143,913         |
| 2018 | 4,028,834         |
| 2019 | 3,950,617         |
| 2020 | 3,506,774         |
| 2021 | 3,462,404         |
| 2022 | 3,757,049         |
| 2023 | 4,244,000         |

| Рік  | Обсяг виробництва |  | 0—1 млн | 0—1 млн | 0—1 млн | 0—1 млн | 0—1 млн | 0—1 млн | 0—1 млн | 0—1 млн | 0—1 млн | 0—1 млн | 1—2 млн | 1—2 млн | 1—2 млн | 1—2 млн | 1—2 млн | 1—2 млн | 1—2 млн | 1—2 млн | 1—2 млн | 1—2 млн | 2—3 млн | 2—3 млн | 2—3 млн | 2—3 млн | 2—3 млн | 2—3 млн | 2—3 млн | 2—3 млн | 2—3 млн | 2—3 млн | 3—4 млн | 3—4 млн | 3—4 млн | 3—4 млн | 3—4 млн | 3—4 млн | 3—4 млн | 3—4 млн | 3—4 млн | 3—4 млн | 4—5 млн | 4—5 млн | 4—5 млн | 4—5 млн | 4—5 млн | 4—5 млн | 4—5 млн | 4—5 млн | 4—5 млн | 4—5 млн |  |
| ---- | ----------------- |  | ------- | ------- | ------- | ------- | ------- | ------- | ------- | ------- | ------- | ------- | ------- | ------- | ------- | ------- | ------- | ------- | ------- | ------- | ------- | ------- | ------- | ------- | ------- | ------- | ------- | ------- | ------- | ------- | ------- | ------- | ------- | ------- | ------- | ------- | ------- | ------- | ------- | ------- | ------- | ------- | ------- | ------- | ------- | ------- | ------- | ------- | ------- | ------- | ------- | ------- |  |
| 1970 | 28,819            |  |         |         |         |         |         |         |         |         |         |         |         |         |         |         |         |         |         |         |         |         |         |         |         |         |         |         |         |         |         |         |         |         |         |         |         |         |         |         |         |         |         |         |         |         |         |         |         |         |         |         |  |
| 1980 | 123,135           |  |         |         |         |         |         |         |         |         |         |         |         |         |         |         |         |         |         |         |         |         |         |         |         |         |         |         |         |         |         |         |         |         |         |         |         |         |         |         |         |         |         |         |         |         |         |         |         |         |         |         |  |
| 1990 | 1,321,630         |  |         |         |         |         |         |         |         |         |         |         |         |         |         |         |         |         |         |         |         |         |         |         |         |         |         |         |         |         |         |         |         |         |         |         |         |         |         |         |         |         |         |         |         |         |         |         |         |         |         |         |  |
| 2000 | 3,114,998         |  |         |         |         |         |         |         |         |         |         |         |         |         |         |         |         |         |         |         |         |         |         |         |         |         |         |         |         |         |         |         |         |         |         |         |         |         |         |         |         |         |         |         |         |         |         |         |         |         |         |         |  |
| 2005 | 3,699,350         |  |         |         |         |         |         |         |         |         |         |         |         |         |         |         |         |         |         |         |         |         |         |         |         |         |         |         |         |         |         |         |         |         |         |         |         |         |         |         |         |         |         |         |         |         |         |         |         |         |         |         |  |
| 2006 | 3,840,102         |  |         |         |         |         |         |         |         |         |         |         |         |         |         |         |         |         |         |         |         |         |         |         |         |         |         |         |         |         |         |         |         |         |         |         |         |         |         |         |         |         |         |         |         |         |         |         |         |         |         |         |  |
| 2007 | 4,086,308         |  |         |         |         |         |         |         |         |         |         |         |         |         |         |         |         |         |         |         |         |         |         |         |         |         |         |         |         |         |         |         |         |         |         |         |         |         |         |         |         |         |         |         |         |         |         |         |         |         |         |         |  |
| 2008 | 3,806,682         |  |         |         |         |         |         |         |         |         |         |         |         |         |         |         |         |         |         |         |         |         |         |         |         |         |         |         |         |         |         |         |         |         |         |         |         |         |         |         |         |         |         |         |         |         |         |         |         |         |         |         |  |
| 2009 | 3,512,916         |  |         |         |         |         |         |         |         |         |         |         |         |         |         |         |         |         |         |         |         |         |         |         |         |         |         |         |         |         |         |         |         |         |         |         |         |         |         |         |         |         |         |         |         |         |         |         |         |         |         |         |  |
| 2010 | 4,271,941         |  |         |         |         |         |         |         |         |         |         |         |         |         |         |         |         |         |         |         |         |         |         |         |         |         |         |         |         |         |         |         |         |         |         |         |         |         |         |         |         |         |         |         |         |         |         |         |         |         |         |         |  |
| 2011 | 4,657,094         |  |         |         |         |         |         |         |         |         |         |         |         |         |         |         |         |         |         |         |         |         |         |         |         |         |         |         |         |         |         |         |         |         |         |         |         |         |         |         |         |         |         |         |         |         |         |         |         |         |         |         |  |